# Cabala ebraica
(Gershom Scholem, Major Trends, p. 38)

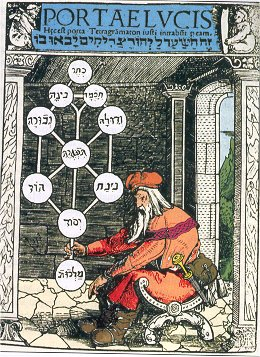
L'Albero della vita, rappresentazione simbolica delle leggi dell'universo nella Cabala

La cabala, cabbala, qabbaláh o kabbalah (in ebraico קַבָּלָה‎?, letteralmente 'ricevuta', 'tradizione') è l'insieme degli insegnamenti esoterici propri dell'ebraismo rabbinico, già diffusi a partire dal XII-XIII secolo; in un suo significato più ampio, il termine intende quei movimenti esoterici sorti in ambito ebraico con la fine del periodo del Secondo Tempio.
La definizione di Cabala varia a seconda della relativa tradizione e dei fini di coloro che la seguono, a partire dalla sua origine religiosa come parte integrante dell'ebraismo, fino ai suoi adattamenti successivi cristiani, New Age e occultisti. La Cabala ebraica comprende una serie di insegnamenti esoterici che intendono spiegare il rapporto tra un misterioso Ein Sof (infinità) e l'universo mortale e finito (creazione di Dio). Mentre è molto utilizzato da alcune correnti ebraiche, non è una confessione religiosa in sé. Costituisce le fondamenta di interpretazione religiosa mistica. La Cabala cerca di definire la natura dell'universo e dell'essere umano, la natura e lo scopo dell'esistenza e varie altre questioni ontologiche. Presenta anche metodi per aiutare a comprendere i relativi concetti e raggiungere così una realizzazione spirituale.
La Cabala si sviluppò nell'ambito della tradizione ebraica e i cabalisti tradizionali, che nell'ebraismo sono chiamati Mekubbal (in ebraico מְקוּבָּל‎?), spesso usano fonti ebraiche classiche per spiegare e dimostrare i suoi insegnamenti esoterici. I seguaci ebrei di tali insegnamenti sostengono che essa definisca il significato interiore della Bibbia ebraica (Tanakh) e della letteratura rabbinica tradizionale nella dimensione trasmessa precedentemente nascosta, come anche l'importanza delle pratiche religiose ebraiche.
I praticanti tradizionali credono che le prime origini formino un modello primordiale delle filosofie, religioni, scienze, arti e sistemi politici della Creazione. Storicamente, la Cabala emerse, dopo le prime forme di misticismo ebraico, nella Francia meridionale e Spagna dei secoli XII e XIII, venendo reinterpretata durante il rinascimento mistico ebraico del XVI secolo a Safed. Fu resa popolare in forma di ebraismo chassidico dal XVIII secolo in poi.
L'interesse del ventesimo secolo nella Cabala ha ispirato un rinnovamento tra le confessioni religiose e ha contribuito ad una più ampia spiritualità contemporanea tra non ebrei, generando inoltre una fiorente rinascita e importanza storica grazie alla ricerca accademica di recente costituzione.

## Le tradizioni della cabala
In ebraico Qabbaláh significa «ricevere», ma anche «tradizione» (la parola ebraica designa anche la ricevuta, ad esempio in una transazione commerciale, e la funzione di ingresso del sabato, la maggiore festa ebraica); secondo questi insegnamenti essa rappresenta il livello più elevato e profondo dell'ebreo poi manifesto nel metodo d'interpretazione esegetico della Torah, definito in ebraico Sod, «segreto». Le differenti traslitterazioni della parola oggigiorno tendono a denotare tradizioni alternative: la cabala ebraica non va quindi confusa con le cabale di tradizione occidentale, anche se queste sono ad essa direttamente ispirate.
La definizione di Cabala varia a seconda delle tradizioni e fini di coloro che la seguono, dalle sue origini religiose quale parte integrante dell'ebraismo, ai suoi più tardi adattamenti occidentali, New Age e sincretici occultisti. La Cabala è un insieme di insegnamenti esoterici intesi a spiegare il rapporto tra un immutabile, eterno e misterioso Ein Sof ("senza fine") e l'universo mortale e finito (creazione di Dio). Sebbene sia molto utilizzata da alcune correnti ebraiche, non è una confessione religiosa in sé e di per sé. Essa costituisce le fondamenta dell'interpretazione religiosa mistica. La Cabala mira a definire la natura dell'universo e dell'essere umano, la natura e lo scopo dell'esistenza e varie altre questioni ontologiche. Presenta inoltre i metodi per aiutare la comprensione di questi concetti e raggiungere quindi la realizzazione spirituale.
La Cabala in origine si sviluppò interamente all'interno del pensiero ebraico e i cabalisti spesso utilizzano fonti ebraiche classiche per spiegare e dimostrare i loro insegnamenti esoterici. Questi insegnamenti sono ritenuti, dai praticanti dell'ebraismo rabbinico, a definire il significato interiore sia del Tanakh che della letteratura rabbinica tradizionale, e la rispettiva dimensione tramandata precedentemente nascosta, nonché a spiegare il significato delle osservanze religiose.
È difficile quindi chiarire con certezza i concetti esatti contenuti nella Cabala ebraica. Esistono varie scuole di pensiero con prospettive molto diverse, tuttavia sono tutte accettate come corrette. Le autorità halakhiche moderne hanno cercato di restringere il campo di applicazione e la diversità all'interno della Cabala, limitandone lo studio ad alcuni testi, in particolare lo Zohar e gli insegnamenti di Isaac Luria come tramandati tramite Hayim Vital. Ciò nonostante anche tale proposizione fa ben poco per limitare l'ambito di comprensione e di espressione, poiché inclusi in quelle opere sono i commentari degli scritti di Abulafia, lo Sefer Yetzirah, gli scritti albotoniani e il Berit Menuhah, noto agli eletti e che, come ha descritto più recentemente Gershom Scholem, combina il misticismo estatico con quello teosofico. È quindi importante tener in mente, quando si discute di argomenti come le Sefirot e le loro interazioni, che si tratta di concetti altamente "astratti" e che, nella migliore delle ipotesi, possono essere compresi "solo intuitivamente".

### Le origini remote
Alcuni praticanti tradizionali credono che le prime origini della cabala precedano le religioni del mondo e formino la struttura primordiale delle filosofie, religioni, scienze, arti e sistemi politici.
La Cabala, secondo i suoi "cultori", venne trasmessa da Dio direttamente ad Adamo e ad Abramo. La prima conoscenza cabalistica fu poi trasmessa oralmente dai patriarchi, dai profeti e dai saggi (in ebraico חכם‎? ḥaḵam sing., ḥaḵamim e/o chakhamim plur.), successivamente "intrecciata" in cultura e scritti religiosi ebraici. Secondo questa visione, la prima Cabala verso il X secolo d.C., fu una conoscenza aperta praticata da oltre un milione di persone nell'antico Israele. Conquiste straniere portarono i capi spirituali ebraici del tempo (il Sinedrio) a nascondere la conoscenza e renderla segreta, temendo che potesse essere usata impropriamente se fosse caduta nelle mani sbagliate. I capi del Sinedrio erano inoltre preoccupati che la pratica della Cabala da parte degli ebrei della diaspora ebraica, senza supervisione e senza la guida dei maestri, potesse condurli a pratiche errate e metodi proibiti. Di conseguenza, la Cabala nell'ambito dell'ebraismo rabbinico divenne segreta, proibita ed esoterica (Torat Ha`Sod תורת הסוד‎) per un millennio e mezzo.
Secondo l'assiriologo finlandese Simo Parpola, il concetto di En Sof, o En Sof Or, deriva dal mesopotamico Aššur (Dio trascendente), così come l'intero sistema della Cabala deriva dall'albero sacro della religione mesopotamica.
Storicamente, la Cabala è emersa, dopo le prime forme di misticismo ebraico, nella Provenza del XII e XIII secolo e in Spagna, venendo reinterpretata nella rinascita mistica ebraica della Palestina ottomana del XVI secolo. Si diffuse insieme all'ebraismo chassidico dal XVIII secolo in poi. L'interesse per la cabala nel Novecento ha ispirato un rinnovamento ebraico intraconfessionale e ha contribuito ad una più ampia spiritualità contemporanea non ebraica, nonché a coinvolgere la sfera accademica e storica con la recente costituzione di studi ebraici specialistici.

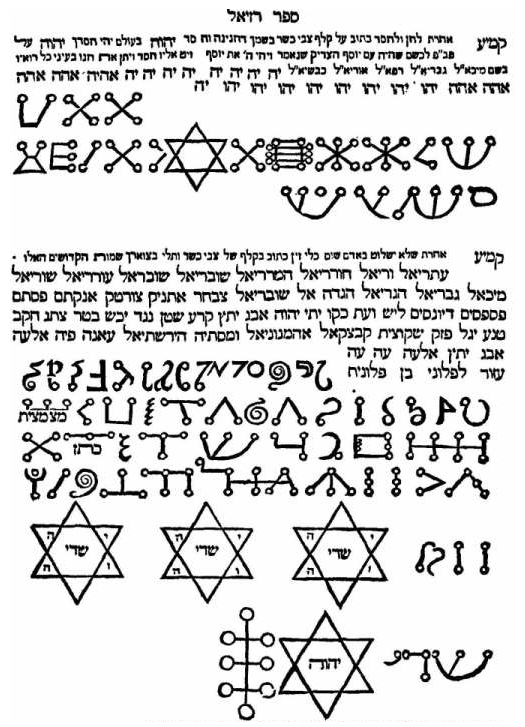
Pagina del Sefer Raziel HaMalakh, grimorio medievale di Cabala pratica

## Aspetti del pensiero cabalistico ebraico

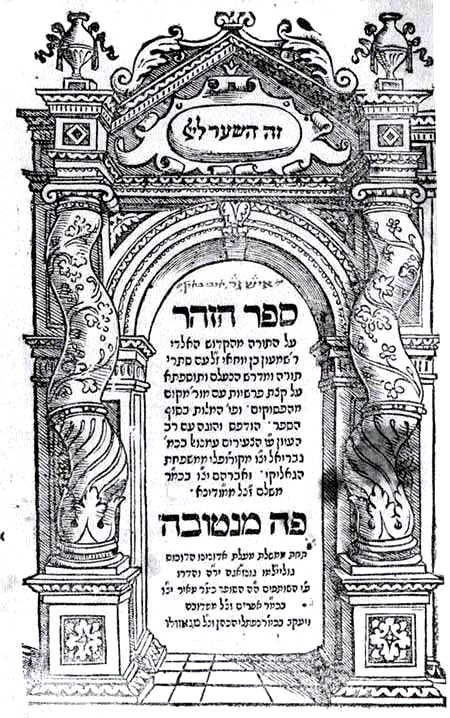
Frontespizio della prima edizione dello Zohar, Mantova, 1558

La Cabala non si discosta dagli insegnamenti tradizionali ebraici e dalla pratica della Torah, di cui sarebbe l'espressione "interna" come l'anima in rapporto al corpo e lo studio della Torah rispetto alle Mitzvot: essa è quindi parte integrante della religione ebraica. Gershom Scholem pur sottolineandone la tipicità ebraica ha notato gli elementi comuni e le connessioni storiche tra questo misticismo e quello greco e cristiano.
Base del pensiero cabalistico è la Bibbia ebraica o Tanakh (acronimo per "Torah, Profeti, Scritti"). La secolare esegesi ebraica del Tanakh, già contenuta nell'halakháh (Mizvot e presentazione della casistica giuridica), nell'haggadáh (sotto forma narrativa), nei due Talmudím, il babilonese e il gerosolimitano, e nei molti midrashím, ormai da secoli posta l'interpretazione del testo sacro al centro della vita dell'ebreo.
Si fa risalire l'inizio della diffusione della visione cabalistica al libro Zohar (splendore), pubblicato intorno al XIII secolo ma, secondo la tradizione ebraica, scritto da Rabbi Shimon bar Yohai nel II secolo, o al precedente Sépher Yetziràh (Libro della formazione) attribuito ad Abramo che però è, secondo alcuni, un'opera più esegetica che filosofica; la più importante diffusione del pensiero della Cabala anche tra la gente, sorge con il Chassidismo, inizialmente grazie al Besht.
Nell'ambito dell'era corrente (reputata dall'Ebraismo come "era messianica") la Cabala è facilmente a disposizione di tutto il popolo d'Israele, secondo i Neviìm pervaso dallo spirito profetico, come previsto anche nei testi Neviìm del canone ebraico della Torah.

## Visione complessiva
Secondo lo Zohar, testo fondamentale del pensiero cabalistico, lo studio della Torah può procedere lungo quattro livelli di interpretazione (esegesi). Tali quattro livelli sono chiamati Pardes dalle rispettive lettere iniziali (PRDS in ebraico פרדס‎?, frutteto).
- Peshat (פשט: semplice): letterale - interpretazioni letterali del significato.
- Remez (רמז: allusione): allegorico - significati allegorici per via allusiva.
- Drash (דרש: esposizione): omiletico - significati rabbinici midrashici, spesso con paragoni immaginativi di parole e/o versi simili.
- Sod (סוד: segreto): esoterico - significati interiori, esoterici e metafisici, espressi nella Cabala.

La Cabala è considerata dai suoi seguaci come una parte necessaria dello studio della Torah – tale studio biblico (del Tanakh e della letteratura rabbinica) essendo un dovere inerente per gli ebrei osservanti. La Cabala insegna dottrine che sono accettate da alcuni ebrei come vero significato dell'Ebraismo, mentre altri ebrei hanno rifiutato queste dottrine come eretiche e antitetiche all'Ebraismo stesso. Dopo la Cabala medievale, e specialmente dopo il suo sviluppo e sintesi nel XVI secolo, la cabala sostituì la filosofia ebraica (hakira) quale teologia ebraica tradizionale, sia nei circoli accademici che nell'immaginario popolare. Con l'arrivo del modernismo, tramite l'influenza dell‘haskalah, ciò è cambiato tra le correnti ebraiche non ortodosse, sebbene lo studio accademico e le applicazioni spirituali intraconfessionali del XX secolo (in particolare quelle del neochassidismo) abbiano risvegliato un seguito oltre l'ortodossia.
Gli studiosi dibattono se il termine "cabala" sia nato col filosofo ebreo Solomon ibn Gabirol (1021-1058) o con il cabalista spagnolo del XIII secolo Bahya ben Asher. Mentre altri termini sono stati utilizzati in molti documenti religiosi dal II secolo fino ad oggi, il termine "cabala" è diventato il descrittivo principale delle conoscenze e pratiche esoteriche ebraiche. La letteratura mistica ebraica, che è servita come base per lo sviluppo del pensiero cabalistico, si è sviluppata attraverso una tradizione teologica insita nell'Ebraismo sin dall'antichità, come parte di una più ampia letteratura rabbinica. Il suo sviluppo teorico può essere caratterizzato da scuole alternative e fasi successive. Dopo l'esperienza profetica della Bibbia ebraica (Tanakh), le prime scuole documentate di teoria e metodo specificamente mistici nell'Ebraismo si trovano nel I e II secolo, descritti nei testi delle Heikhalot ("palazzi" superni) e nel primo libro esistente sull'esoterismo ebraico, lo Sefer Yetzirah. Il loro metodo, noto come misticismo Merkabah (contemplazione del "Carro" Divino) durò fino al X secolo, dove è venne sussunto dalla comparsa dottrinale della Kabbalah nel Medioevo nell'Europa sud-occidentale dei secoli XII e XIII. I suoi insegnamenti, incorporati nello Zohar, che divenne il fondamento del successivo misticismo ebraico, venendo reinterpretato nei primi sviluppi moderni della Safed del XVI secolo, in Galilea, mediante il nuovo sistema di Isaac Luria. La Cabala lurianica venne diffusa popolarmente come una mistica sociale per l'intera comunità ebraica in tutto il XVIII secolo tra gli ebrei chassidici dell'Europa orientale, insieme alle sue nuove nozioni di leadership mistica.
Studi storico-accademici del misticismo ebraico riservano il termine "cabala" a designare le dottrine particolari e distintive che emersero testualmente e furono pienamente espresse nel Medioevo, diversificate dai precedenti concetti e metodi mistici Merkabah. Secondo questa classificazione descrittiva, entrambe le versioni di teoria cabalistica, la zoharica-medievale e la lurianica della prima età moderna, insieme costituiscono la tradizione teosofica della Cabala, mentre la Cabala meditativa-estatica incorpora una tradizione medievale parallela correlata. Una terza tradizione, collegata ma più schivata, tratta delle argomentazioni magiche della Cabala pratica. Lo studioso Moshe Idel, per esempio, scrive che questi tre modelli basilari possono essere individuati come operanti in tutta la storia della mistica ebraica al di là del particolare contesto cabalistico dell'età medievale. tali modelli possono essere facilmente distinti per il loro intento primario rispetto a Dio:
- La tradizione teosofica della Cabala teorica (fulcro principale dello Zohar e di Luria) cerca di capire e descrivere il regno divino. Quale alternativa alla filosofia ebraica razionalista, specialmente l'aristotelismo di Maimonide, questa speculazione divenne la componente centrale della Cabala.
- La tradizione estatica della Cabala meditativa (esemplificata da Abramo Abulafia e Isaac di Acri) cerca di ottenere un'unione mistica con Dio. La "Cabala profetica", di Abraham Abulafia, ne è un esempio supremo, sebbene marginale nell'evoluzione cabalistica, ed era la sua alternativa al programma della Cabala teosofica.
- La tradizione magico-teurgica della Cabala pratica (spesso in manoscritti non pubblicati) cerca di alterare sia i reami divini sia il mondo. Mentre alcune interpretazioni di preghiera vedono come suo ruolo quello di manipolare le forze celesti, la Cabala pratica in realtà coinvolgeva atti di magia bianca e i cabalisti la riservavano solo a coloro che erano di intenti assolutamente puri. Di conseguenza ha formato una tradizione minore separata della Cabala.

### Differenze tra la Cabala ebraica e le altre
Dal Rinascimento in poi i testi cabalistici ebraici entrarono nella cultura non ebraica, dove furono studiati e tradotti da ebraisti cristiani e occultisti ermetici. Le tradizioni sincretiche della Cabala cristiana ed ermetica si svilupparono indipendentemente della Cabala ebraica, interpretando i testi ebraici come saggezza antica universale. Entrambe hanno adattato liberamente i concetti ebraici, scorporandoli dalla loro esegesi ebraica, in modo da fonderli con altre teologie, tradizioni religiose e associazioni magiche. Col declino della Cabala cristiana nell'Età della Ragione, la Cabala ermetica ha continuato come tradizione centrale sotterranea dell'esoterismo occidentale. Attraverso queste associazioni non ebraiche con il magico, l'alchimia e la divinazione, la Cabala ha acquisito alcune connotazioni popolari occulte vietate all'interno dell'Ebraismo, dove la Cabala pratica teurgica ebraica è una tradizione minore consentita solo ad una ristretta élite. Oggigiorno, molte pubblicazioni sulla Cabala appartengono al New Age non ebraico e alle tradizioni occulte, non dando quindi un quadro preciso della Cabala ebraica. Pubblicazioni accademiche e tradizionali invece traducono e studiano la Cabala ebraica, presentandola ad un più vasto pubblico di lettori.

### Origini del misticismo giudaico

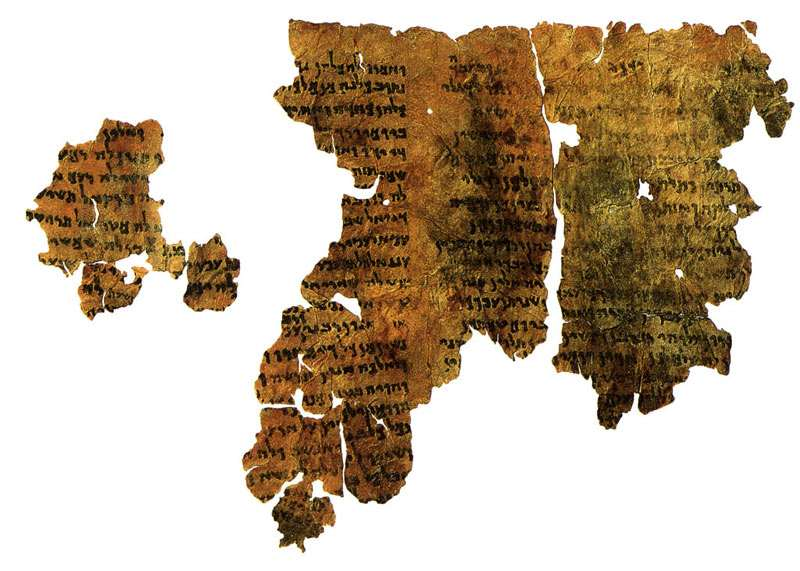
Il "Rotolo di Enoch", dai Manoscritti biblici di Qumran

Studi contemporanei asseriscono che varie scuole di esoterismo ebraico nacquero in differenti periodi della storia ebraica, ognuno a riflettere non solo forme precedenti di misticismo, ma anche l'ambiente intellettuale e culturale di quel periodo storico. Risposte a domande di trasmissione, lignaggio, influenza e innovazione variano molto e non possono essere facilmente riassunti.

#### Origine dei termini
Secondo alcuni testi cabalistici, la Cabala risalirebbe all'Eden. Sarebbe pervenuta da un passato remoto come rivelazione a tzadikim (giusti) eletti, e, per la maggior parte, è stata preservata solo da pochi privilegiati. Il Giudaismo talmudico registra la sua visione del corretto protocollo per insegnare questa saggezza, così come molti dei rispettivi concetti, nel Talmud, Trattato Hagigah, Capitolo 2.
Secondo altri, invece, la conoscenza cabalistica sarebbe stata parte integrante della Torah orale, data da Dio a Mosè sul Monte Sinai verso il XIII secolo a.C. Quando gli Israeliti arrivarono a destinazione e si stabilirono a Canaan, per alcuni secoli la conoscenza esoterica venne conosciuta per il suo aspetto di meditazione pratica, nota come Hitbonenut (in ebraico התבוננות‎?), – l‘Hitbodedut (in ebraico התבודדות‎?) di Rebbe Nachman di Breslov, tradotto con "star solo" o "isolarsi" – o con un termine differente che descrive il fine desiderato di profezia pratica ("NeVu'a" in ebraico נבואה‎?).
Durante il V secolo d.C., quando le scritture del Tanakh vennero redatte e canonizzate, e la conoscenza segreta cifrata all'interno dei vari scritti e delle pergamene ("Megilot"), tale conoscenza venne indicata come Ma'aseh Merkavah (in ebraico מעשה מרכבה‎?) e Ma'aseh B'reshit (in ebraico מעשה בראשית‎?), rispettivamente "l'atto del Carro" e "l'atto della Creazione". Il misticismo Merkavah allude alla conoscenza criptata dentro il libro del profeta Ezechiele che descrive la sua visione del "Carro Divino". Misticismo B'reshit si riferisce al primo capitolo del Libro della Genesi (in ebraico  בראשית‎?) nella Torah, che si crede contenga segreti sulla creazione dell'universo e sulle forze della natura. Questi termini vengono anche citati nel secondo capitolo del trattato talmudico Hagigah.

#### Elementi mistici della Torah

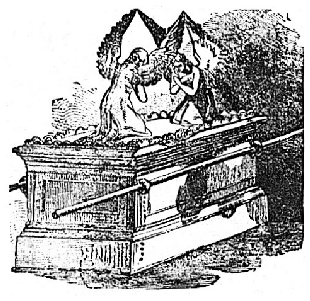
Ezechiele e Isaia ebbero visioni profetiche del Carro angelico e del Trono divino

Secondo i seguaci della Cabala, la sua origine inizia con segreti che Dio rivelò ad Adamo. Letta da successive generazioni di cabalisti, la descrizione biblica della creazione nel Libro della Genesi svela i misteri circa la divinità stessa, la vera natura di Adamo ed Eva, il Giardino dell'Eden, l'Albero della conoscenza del Bene e del Male e l'Albero della vita, nonché l'interazione di queste entità con il Serpente che porta al disastro quando mangiano il frutto proibito, come riportato in Genesi 3.
La Bibbia offre ampio materiale aggiuntivo di speculazione mitica e mistica. Le visioni del profeta Ezechiele, in particolare, hanno causato molta speculazione mistica, come anche la visione del Tempio di Isaia (Isaia 6). La visione di Giacobbe che sognò la scala verso il cielo, ha fornito un altro esempio di esperienza esoterica. Gli incontri di Mosè con il Roveto ardente e con Dio sul Monte Sinai, sono evidenze di eventi mistici nella Torah che costituiscono l'origine delle credenze mistiche ebraiche.
Le 72 lettere del Nome di Dio (Shemhamphorasch) che vengono utilizzate nel misticismo ebraico per scopi di meditazione, derivano dall'espressione verbale ebraica con cui Mosè parlò in presenza di un angelo, mentre il Mare di Giunco si apriva, permettendo agli ebrei di sfuggire ai loro aggressori che si avvicinavano. Il miracolo dell'Esodo, che portò Mosè a ricevere i Dieci Comandamenti, e l'interpretazione ortodossa dell'accettazione della Torah sul Monte Sinai, ha preceduto la creazione della prima nazione ebraica di circa 300 anni prima di Re Saul.

### Dottrine mistiche dell'Era Talmudica

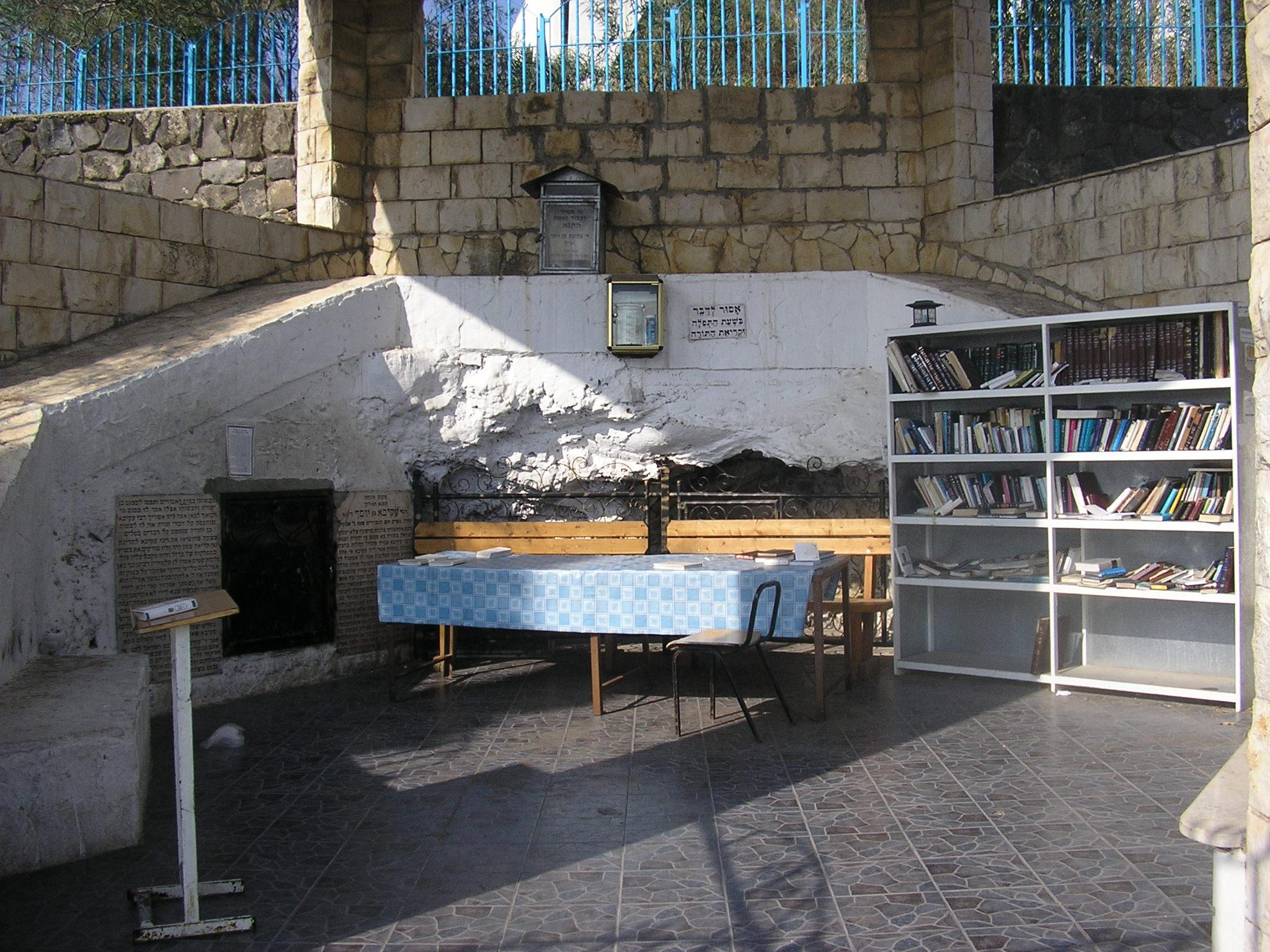
Tomba di Rabbi Akiva a Tiberiade. Egli appare nella letteratura mistica degli Hekhalot e come uno di coloro che entrarono nel Pardes.

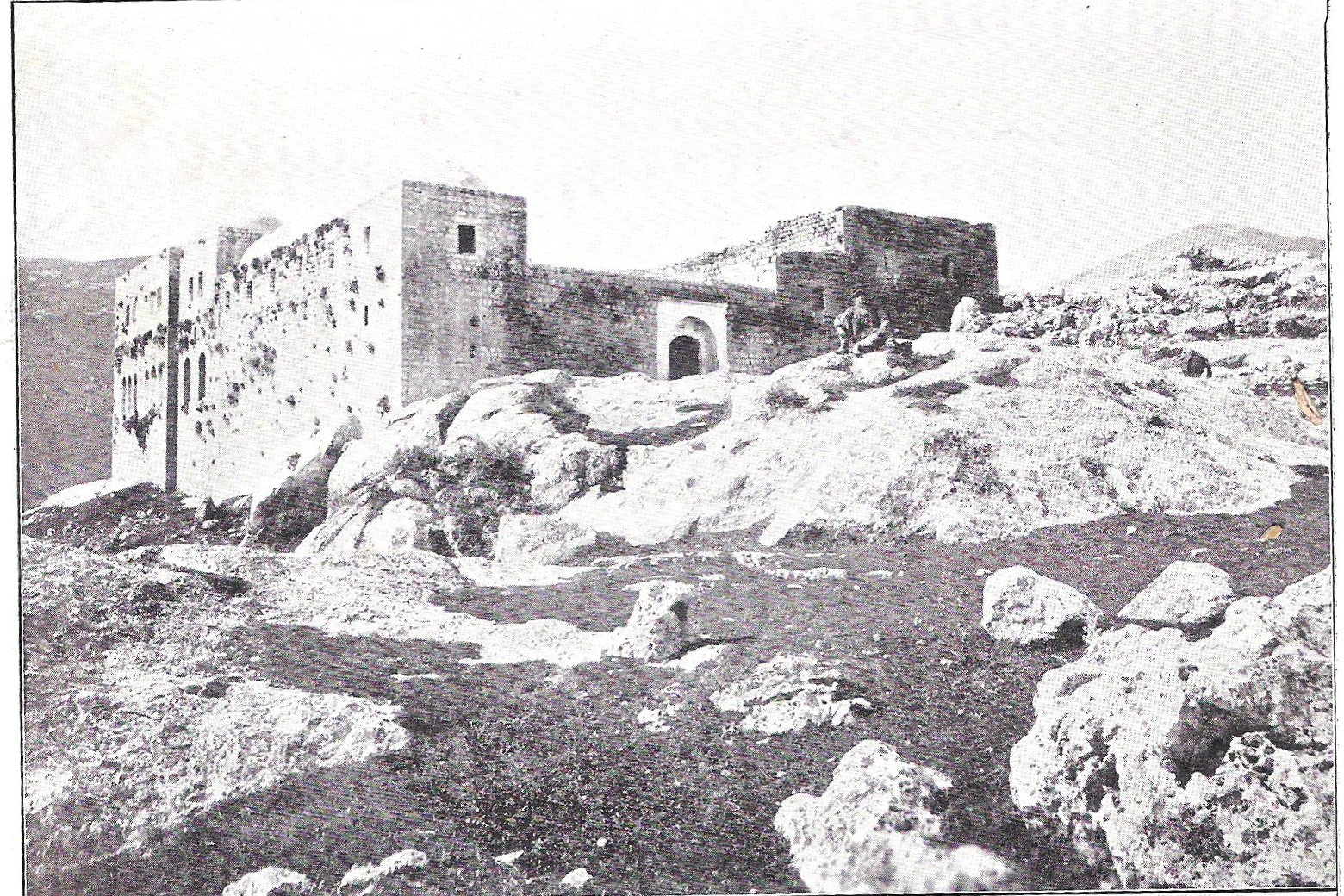
Tomba di Shimon bar Yohai a Meron (Israele) prima del 1899: Tanna talmudico, è l'insegnante mistico che appare nell'opera Zohar.

Nei primi mesi del giudaismo rabbinico (primi secoli del primo millennio d.C.), i termini Ma'aseh Bereshit ("Opere della Creazione") e Ma'aseh Merkabah ("Opere del Trono/Carro Divino") indicano chiaramente la natura midrashica di queste speculazioni: sono in realtà basate su Genesi 1 e Ezechiele 1:4-28, mentre i nomi Sitrei Torah (aspetti nascosti della Torah) e Razei Torah (i segreti della Torah) indicano il loro carattere di tradizione segreta. Un termine supplementare ha inoltre ampliato la conoscenza esoterica ebraica, cioè Chokmah Nistara (saggezza nascosta).
La dottrina talmudica proibì l'insegnamento pubblico di dottrine esoteriche e ammonì sui relativi pericoli. Nella Mishnah (Hagigah 2:1), i rabbini venivano avvertiti di insegnare le dottrine mistiche della creazione solo ad uno studente alla volta. Per evidenziare il pericolo, in un aneddoto aggadico ("leggendario"), quattro importanti rabbini del periodo della mishnaico (I secolo d.C.) si dice avessero visitato il Frutteto (cioè, il Paradiso, pardes, ebraico: פרדס‎, lett. "frutteto"):
In ragguardevoli letture di questa leggenda, solo Rabbi Akivaa era adatto a gestire lo studio delle dottrine mistiche. I Tosafot, commentari medievali del Talmud, dicono che i quattro saggi "non ascesero letteralmente al luogo, ma sembravano ascendere". D'altra parte, Rabbi Louis Ginzberg (1873-1953) scrive nella Jewish Encyclopedia (1901–1906), che il trasporto in paradiso "deve essere preso letteralmente e non allegoricamente". Per un'ulteriore analisi, si veda la voce "I quattro Rabbini nel Pardes".
Maimonide interpreta pardes come fisica e non come misticismo.

### Scuole precabalistiche
I metodi e le dottrine mistiche dei testi degli Hekhalot ("Camere/Palazzi" celesti) e Merkavah ("Carro/Trono" divino), denominati dagli studiosi moderni in base a questi motivi ripetuti, durarono dal I secolo d.C. fino al X secolo, prima di lasciare il posto a documentati manoscritti della Cabala. Gli iniziati si diceva "scendessero dal carro", forse un riferimento all'introspezione del viaggio celeste attraverso i reami spirituali. L'obiettivo finale era quello di arrivare davanti allo stupore del trascendente, piuttosto che alla vicinanza del Divino. Dall'VIII all'XI secolo, i testi Hekhalot e il protocabalistico Sefer Yetzirah ("Libro della Creazione") si fecero strada negli ambienti ebraici dell'Europa.
Un altro movimento mistico influente separato, poco prima dell'arrivo della teoria cabalistica, è stato quello dei "Chassidei Ashkenaz" (חסידי אשכנז) o pietisti tedeschi medievali nel periodo 1150-1250. Questo movimento etico-ascetico sorse soprattutto presso una sola famiglia di studiosi, la famiglia Kalonymus della Renania francese e tedesca.

### Cabala medievale

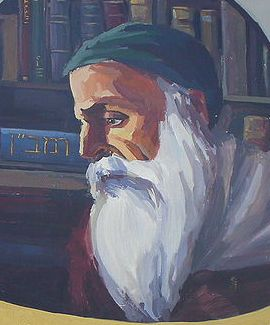
L'eminente Nachmanide, classica figura rabbinica del XIII secolo, ha dato alla Cabala un apporto fondamentale per la sua accettazione nella tradizione ebraica grazie al suo commentario biblico

Studiosi moderni hanno identificato diverse confraternite mistiche attive in Europa a partire dal XII secolo. Alcune, come il "Circolo Iyyun" e la "Circolo Cherubino Unico", erano veramente esoteriche, la maggioranza però rimanendo in gran parte anonime.
Ci sono stati alcuni Rishonim ("Saggi Anziani") dell'Ebraismo che sono rinomati per essere stati esperti di Cabala. Uno dei più noti è Nachmanide (detto il Ramban) (1194-1270), il cui commentario alla Torah è considerato esser basato sulla conoscenza cabalistica. Anche Bahya ben Asher (detto il Rabbeinu Behaye) (m. 1340), combinava il commentario della Torah con la Cabala. Un altro era Isacco il Cieco (1160-1235), il maestro di Nachmanide, del quale si afferma abbia scritto la prima opera di Cabala classica, il Bahir (Libro della "Luminosità" ).
Sefer haBahir e un'altra opera, il "Trattato dell'Emanazione Sinistra", probabilmente composta in Spagna da Isaac ben Isaac ha-Kohen, mise le basi per la composizione del Sefer Zohar ("Libro dello Splendore"), scritto da Moses de León e il suo circolo mistico alla fine del XIII secolo, ma attribuito al saggio talmudista Shimon bar Yohai. Lo Zohar dimostrò d'essere il primo vero scritto cabalistico "popolare", e il più influente. Dal XIII secolo in poi, la Cabala iniziò a venir diffusa largamente e si ramificò in molteplici opere letterarie. Gli storici del XIX secolo, per esempio Heinrich Graetz, hanno sostenuto che l'emergere pubblicamente dell'esoterismo ebraico in questo momento coincida e rappresenti una risposta alla crescente influenza della filosofia razionalista di Maimonide e dei suoi seguaci. Gershom Scholem ha cercato di refutare questo punto di vista come parte della sua resistenza al vedere la Cabala come una semplice reazione al razionalismo ebraico medievale. Sostenere un ascendente gnostico deve essere reputato come parte di questa strategia. Più di recente, Moshe Idel e l'ebraista Elliot Wolfson hanno sostenuto autonomamente che l'impatto di Maimonide può essere visto nel passaggio dall'oralità alla scrittura nel XIII secolo. Cioè, i cabalisti si impegnarono a registrare per iscritto molte delle loro tradizioni orali, in parte come risposta al tentativo di Maimonide di spiegare filosoficamente gli antichi argomenti esoterici.
Molti ebrei ortodossi respingono l'idea che la Cabala abbia subito un notevole sviluppo storico o cambiamenti come sopra descritti. Dopo che la composizione nota col titolo di Zohar fu presentata al pubblico nel XIII secolo, il termine "Cabala" cominciò a riferirsi più specificamente agli insegnamenti derivati e relativi allo Zohar. In un tempo successivo, il termine iniziò ad essere generalmente applicato a insegnamenti zoharici come sviluppati da Isaac Luria (detto l'Arizal). Gli storici generalmente fanno risalire l'inizio della Cabala come sostanziale influenza nel pensiero e pratica ebraici con la pubblicazione dello Zohar e culminante con la diffusione degli insegnamenti dell'Arizal. La maggior parte degli ebrei haredi accettano lo Zohar come rappresentante del Ma`aseh Merkavah e Ma'aseh B`reshit ai quali si fa riferimento nei testi talmudici.

### Prima era moderna: Cabala lurianica

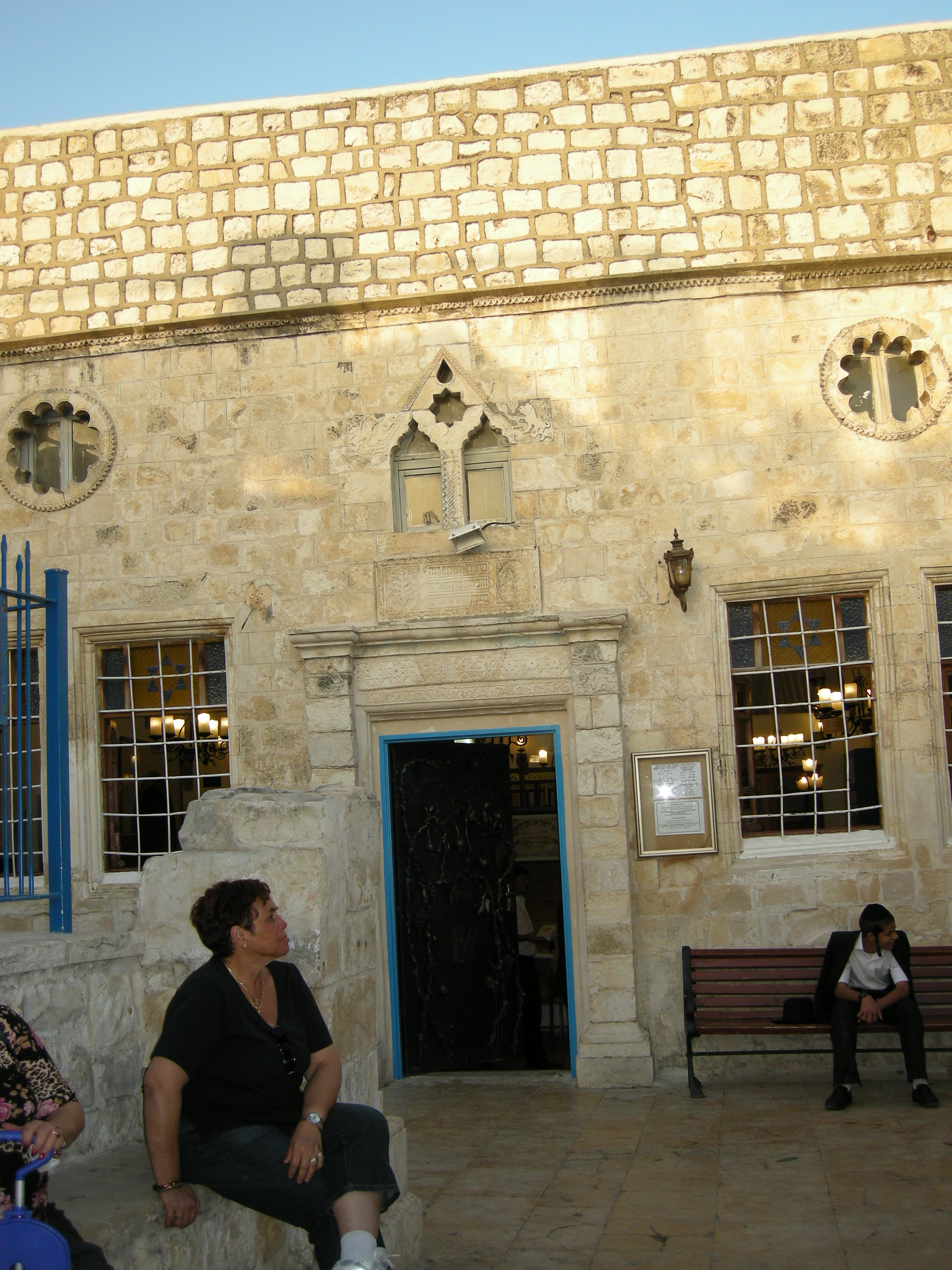
Importanti studiosi nella Safed del XVI secolo rivitalizzarono l'Ebraismo tradizionale mediante nuovi sviluppi giuridici, liturgici, esegetici e mitologico-lurianici

Dopo gli sconvolgimenti e le spaccature nel mondo ebraico quale risultato dell'antisemitismo durante il Medioevo, l'Inquisizione spagnola e il trauma nazionale dell'espulsione dalla Spagna nel 1492 ("Decreto di Alhambra"), che posero termine allo sviluppo ebraico spagnolo, gli ebrei iniziarono a cercare segni di quando il tanto atteso Messia sarebbe venuto a confortarli nel loro esilio doloroso. Negli anni 1500 la comunità di Safed in Galilea divenne il centro di mistica ebraica, di studi esegetici, giuridici e liturgici. I mistici di Safed reagirono all'espulsione spagnola inserendo un fuoco messianico nella dottrina e pratica cabalistiche. Moses Cordovero e la sua scuola popolarizzò gli insegnamenti dello Zohar, che fino ad allora era stato solo un lavoro limitato a pochi adepti. Le opere profonde di Cordovero diedero una sistematizzazione alla Cabala precedente. Anche l'autore dello Shulkhan Arukh (il "Codice della Legge" della normativa ebraica), Rabbi Yosef Karo (1488-1575), fu uno studioso della Cabala, tenendo un diario mistico personale. Moshe Alshich scrisse un commentario mistico sulla Torah e Shlomo Halevi Alkabetz scrisse commentari cabalistici e poesie esoteriche.
Il messianismo dei mistici di Safed culminò nel mondo ebraico con la più grande trasformazione della Cabala tramite la spiegazione della sua nuova interpretazione da parte di Rabbi Isaac Luria (1534-1572), proposta dai suoi discepoli Hayim Vital e Israel Sarug. Entrambi trascrissero gli insegnamenti di Luria (in forme varianti), provocandone una grande popolarità, con Sarug che diffuse la Cabala lurianica in tutta l'Europa, e Vital che redasse la versione infine diventata canonica. Gli insegnamenti di Luria vennero a rivaleggiare l'influenza dello Zohar e oggigiorno Luria, insieme a Mosè de Leon, rimane il mistico più influente della storia ebraica.

#### Proibizioni di studio cabalistico
La proibizione di studiare la Cabala fu tolta grazie agli sforzi del cabalista del XVI secolo Abraham Azulai (1570–1643).
La questione, tuttavia, è se il divieto sia mai esistito in primo luogo. Per quanto riguarda la citazione di Avraham Azulai di cui sopra, ci sono molte versioni in traduzione – eccone un'altra:
Le frasi riguardanti l'anno 1490 sono mancanti anche dall'edizione ebraica di Hesed L'Avraham, la fonte primaria da cui citano entrambi. Inoltre, secondo Azulai il divieto fu revocato 30 anni prima della sua nascita, un periodo di tempo che sarebbe coinciso con la pubblicazione da parte di Hayim Vital dell'insegnamento di Isaac Luria. Moshe Isserles interpretò che ci fosse solo una restrizione minore, affermando: "La propria pancia deve essere piena di carne e vino, per discernere tra il proibito e il permesso." Anche il Gaon di Vilna afferma: "Non c'è mai stato alcun divieto o promulgazione che limiti lo studio della saggezza della Cabala. Chiunque dice che ci sia stato [tale divieto], non ha mai studiato la Cabala, non ha mai visto il Pardes e parla come un ignorante."

#### Sefarditi e Mizrahi

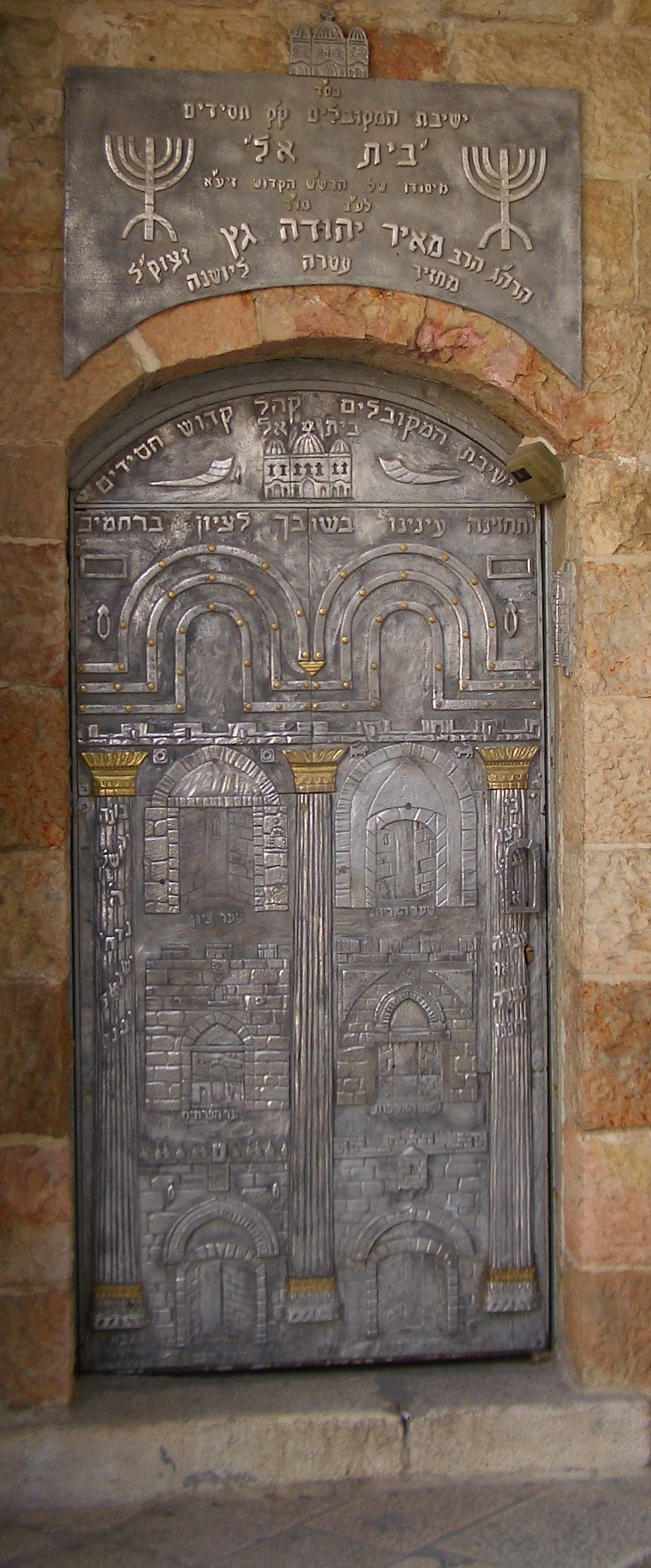
La Sinagoga Beit El a Gerusalemme. L'ebraismo orientale ha la sua propria catena cabalistica.

La Cabala degli studiosi biblici sefarditi e mizrahì (Medio Oriente, Maghreb e Caucaso) ha una lunga storia. La Cabala in varie forme è stata ampiamente studiata, commentata e ampliata dagli studiosi maghrebini, turchi, yemeniti e asiatici del XVI secolo in poi. Fiorì tra gli ebrei sefarditi a Tzfat (Safed), anche prima dell'arrivo di Isaac Luria. Yosef Karo, autore dello Shulchan Arukh, faceva parte della scuola cabalista di Tzfat. Shlomo Halevi Alkabetz, autore dell'inno Lekhah Dodi, insegnò lì.
Il suo discepolo Moses Cordovero scrisse il Pardes Rimonim, un'esaustiva compilazione di insegnamenti cabalistici su una varietà di argomenti fino al suo tempo. Cordovero diresse inoltre l'Accademia di Tzfat fino alla sua morte, quando Isaac Luria salì alla ribalta. Il discepolo del Rabbi Moses, Eliyahu de Vidas redasse l'opera classica Reishit Chochma, combinando insegnamenti cabalistici e mussar (morali). Anche Hayim Vital studiò sotto Cordovero, ma con l'arrivo di Luria divenne il suo principale discepolo. Vital affermò di essere l'unico autorizzato a trasmettere gli insegnamenti dell'Arizal, sebbene anche altri discepoli pubblicarono libri che presentano gli insegnamenti di Luria.
La tradizione cabalista orientale continua fino ad oggi tra i saggi sefarditi e mizrahi, e rispettivi circoli di hakhamim. Tra le principali personalità si annoverano lo yemenita Shalom Sharabi (1720–1777) della Sinagoga Beit El, il gerosolimitano Chaim Joseph David Azulai (1724–1806), il capo spirituale di Baghdad Ben Ish Chai (1832–1909), e la dinastia Abuhatzeira.

#### Maharal
Uno dei teologi più innovativi del primo ebraismo moderno fu Judah Loew (1525-1609) noto come "il Maharal di Praga". Molte delle sue opere scritte sopravvivono e sono studiate per la loro insolita combinazione di misticismo ebraico e filosofia. Sebbene avesse grande dimestichezza nell'apprendimento cabalistico, il Marahal esprime il pensiero mistico ebraico con un suo approccio individuale, senza alcun riferimento a termini cabalistici. Judah Loew è più noto nella cultura popolare per la leggenda del golem di Praga, associata a lui nel folklore. Tuttavia, il suo pensiero ha molto influenzato lo Chassidismo, per esempio nello studio introspettivo insegnato dalla scuola chassidica di Przysucha. Nel corso del XX secolo, il rabbino ortodosso Isaac Hutner (1906-1980) continuò a diffondere le opere del Maharal indirettamente tramite propri insegnamenti e pubblicazioni all'interno delle yeshivah lituane non chassidiche.

#### Misticismo sabbatiano e dunmeh
Le aspirazioni spirituali e mistiche di molti ebrei rimasero frustrate dopo la morte di Isaac Luria e dei suoi discepoli e colleghi. Per molti non si prospettava nessuna speranza dopo le devastazioni e uccisioni di massa dei pogrom che seguirono sulla scia della strage di Chmielnicki (1648-1654), il più grande singolo massacro di ebrei fino all'Olocausto, e fu in questo periodo che uno studioso controverso dal nome di Sabbatai Zevi (1626-1676) catturò i cuori e le menti delle masse ebraiche di quel tempo, con la promessa di un nuovo millenarismo messianico sotto forma della sua stessa persona.
Il suo carisma, gli insegnamenti mistici che includevano ripetuti pronunciamenti della santo Tetragramma in pubblico, legati ad una personalità instabile e con l'aiuto del suo più grande e appassionato discepolo, Nathan di Gaza, convinse le masse ebraiche che il Messia ebreo era finalmente arrivato. Sembrò che gli insegnamenti esoterici della Cabala avessero trovato il loro "campione" e trionfassero, ma questa era della storia ebraica capitolò quando Zevi divenne un apostata dell'Ebraismo, convertendosi all'Islam dopo essere stato arrestato dal sultano ottomano e minacciato di morte per esecuzione, accusato di aver tentato un piano per conquistare il mondo e ricostruire il Tempio di Gerusalemme. Non volendo rinunciare alle loro aspettative messianiche, una minoranza di seguaci ebrei di Zevi si convertì all'Islam insieme a lui.
Molti dei suoi seguaci, noti come "sabbatiani", continuarono ad adorarlo in segreto, spiegando la sua conversione non come un tentativo di salvarsi la vita, ma di recuperare le scintille della santità in ogni religione – di conseguenza molti dei rabbini a guida delle comunità ebraiche stettero sempre in guardia per sradicare tali seguaci dalle loro file. Il movimento Dunmeh ("convertiti" in turco) nella Turchia moderna è un residuo superstite dello scisma sabbatiano. Il movimento sabbatiano infatti venne seguito da quello dei frankisti che furono discepoli di Jacob Frank (1726-1791), anch'egli un apostata dell'Ebraismo, apparentemente convertendosi al Cattolicesimo.
A causa del caos provocato nel mondo ebraico, il divieto rabbinico contro lo studio della Cabala si affermò saldamente all'interno della religione ebraica. Una delle condizioni che consentiva lo studio e l'impegno nella Cabala fu quello di aver oltrepassato i quarant'anni. Tale requisito di età sorse proprio in questo periodo e non è di origine talmudica, bensì rabbinica. Molti ebrei hanno familiarità con questa sentenza, ma non sono a conoscenza delle sue origini. Inoltre, il divieto non è di natura halakhica: secondo Moses Cordovero, in base alla Halakhah uno deve avere vent'anni per potersi impegnare nello studio della Cabala. Molti cabalisti illustri, come Isaac Luria, Rabbi Nachman di Breslov, e Yehuda Ashlag, avevano meno di vent'anni quando iniziarono il loro studio cabalistico.

#### Cabala tradizionale dell'era moderna

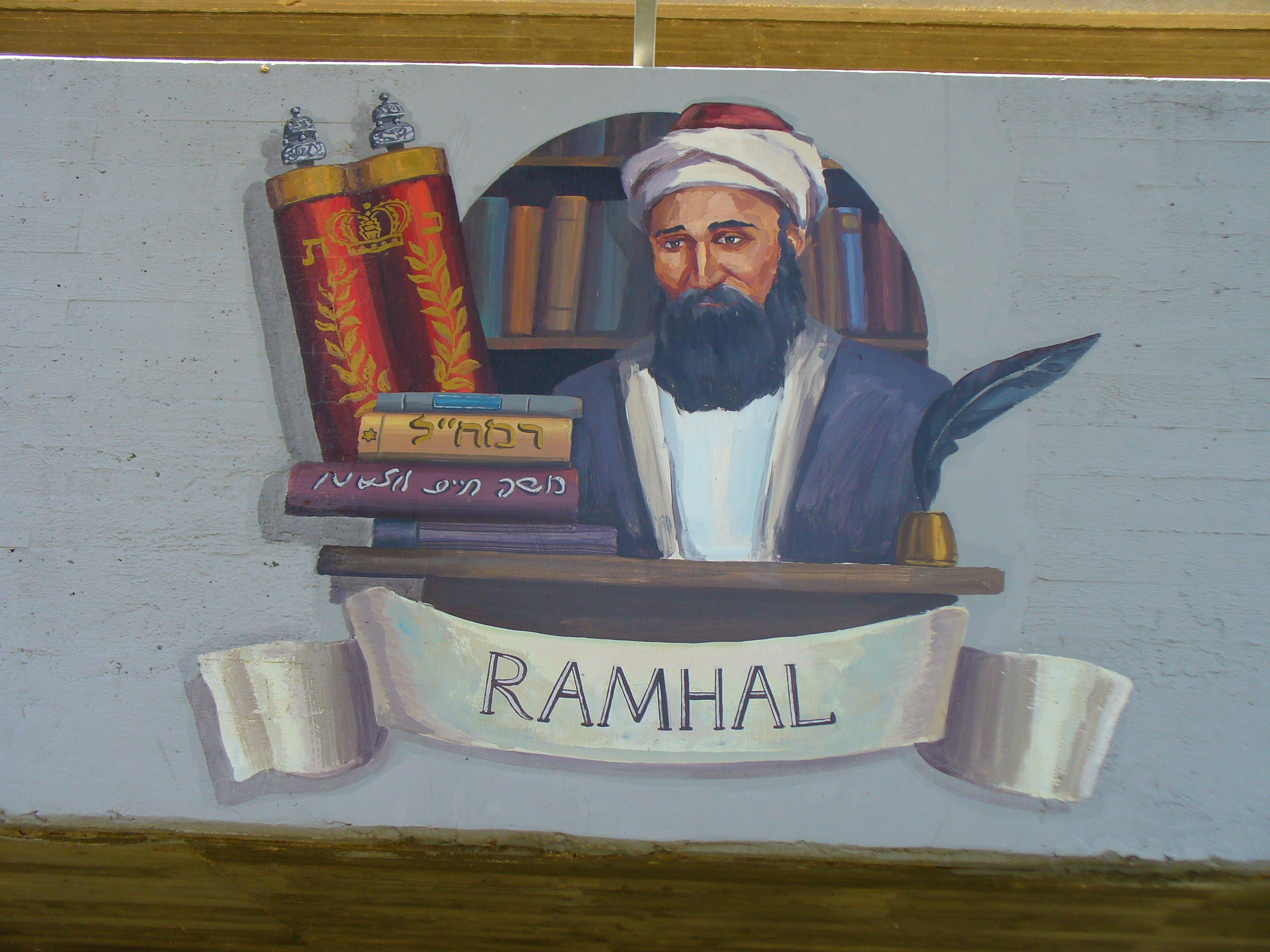
Mosè Luzzatto (detto il Ramḥal) fu un rinomato cabalista italiano che scrisse anche opere secolari ed è reputato dall'Haskalah quale iniziatore della letteratura ebraica moderna

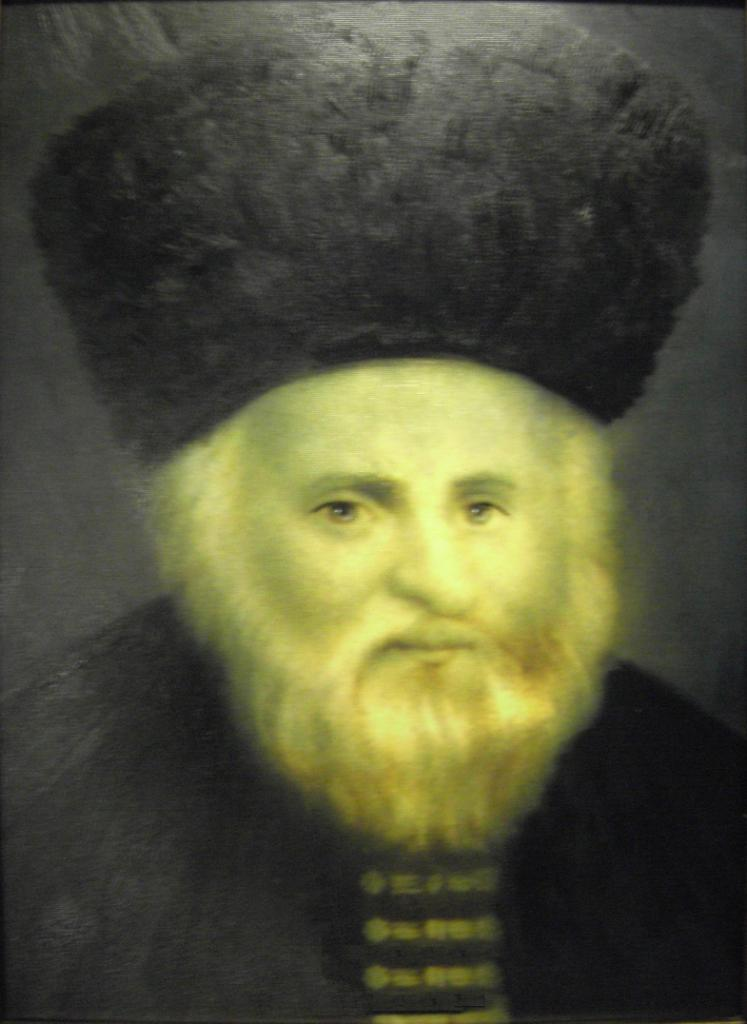
Il Gaon di Vilna, oppositore dello Chassidismo, fu un cabalista del XVIII secolo che contestò le dottrine chassidiche e le innovazioni pratiche

Rabbi Mosè Luzzatto (1707–1746), basato in Italia, fu un precoce studioso del Talmud, che arrivò alla conclusione che ci fosse la necessità di un insegnamento e studio pubblico della Cabala. Stabilì una yeshivah di studi cabalistii e reclutò attivamente gli studenti e, in aggiunta, redasse abbondanti manoscritti in uno stile ebraico chiaro e avvincente, che si guadagnò l'attenzione sia di ammiratori che di critici rabbinici timorosi del possibile avvento di un altro "potenziale Shabbetai Zevi (falso messia)". Fu costretto da questi avversari rabbinici a chiudere la sua scuola, consegnare e distruggere molti dei suoi più preziosi scritti cabalistici inediti, e ad andare in esilio nei Paesi Bassi. Infine si trasferì in Terra d'Israele. Alcune delle sue opere più importanti, come Derekh Hashem, sopravvivono e sono utilizzate come testi di base nel mondo della mistica ebraica.
Rabbi Elijah di Vilna (il Gaon di Vilna) (1720-1797), residente in Lituania, ebbe i suoi insegnamenti codificati e diffusi dai suoi discepoli, tra cui Rabbi Chaim Ickovits che pubblicò l'opera etico-mistica Nefesh HaChaim. Tuttavia, egli era fermamente opposto al nuovo movimento chassidico e aveva messo in guardia contro le loro manifestazioni pubbliche di fervore religioso ispirate dagli insegnamenti mistici del loro rabbini. Sebbene il Gaon non fosse favorevole al movimento chassidico, non vietava però lo studio e l'impegno nella Cabala. Ciò è evidente dai suoi scritti nel Even Shlema: "Colui che è in grado di capire i segreti della Torah e non cerca di capirli sarà giudicato severamente, possa Dio aver misericordia" (Gaon di Vilna, Even Shlema 8:24); "La Redenzione si realizzerà solo attraverso l'apprendimento della Torah, e l'essenza della Redenzione dipende dall'apprendimento della Cabala" (Gaon di Vilna, Even Shlema 11:3).
Nella tradizione orientale cabalistica Mizrahì, Shalom Sharabi (1720–1777) dello Yemen fu uno dei maggiori interpreti delle opere dell'Arizal. La Sinagoga Beit El, "yeshivah dei cabalisti" che venne a dirigere, fu una delle poche comunità che introdusse la meditazione lurianica nella preghiera comunitaria.
Nel XX secolo, Yehuda Ashlag (1885—1954) nel Mandato della Palestina, fu il cabalista esoterico principale secondo il metodo tradizionale, e tradusse lo Zohar in ebraico con un nuovo approccio basato sulla Cabala lurianica.

#### Ebraismo chassidico
Rabbi Israel ben Eliezer, detto il Baal Shem Tov (1698–1760), fondatore dello chassidismo nella zona dell'Ucraina, diffuse degli insegnamenti basati sulla Cabala lurianica, ma adattati ad uno scopo diverso di immediata percezione psicologica dell'Onnipresenza divina nel mondano. Il fervore emotivo, estatico del primo chassidismo si era sviluppato da precedenti circoli "Nistarim" di attività mistica, ma ora cercavano una rinascita comunitaria della gente comune ridefinendo l'Ebraismo attorno al principio centrale di deveikuth (congiunzione mistica con Dio) per tutti. Questo nuovo approccio trasformò per la prima volta la teoria cabalistica precedentemente esoterica ed elitista, in un movimento popolare di misticismo sociale, con le sue dottrine, i suoi testi classici, i suoi insegnamenti e pratiche. Dal Baal Shem Tov si originarono le vaste correnti di scuole chassidiche, ciascuna con interpretazioni e filosofie diverse. Lo Chassidismo istituì un nuovo concetto di leadership "Tzadik" nel misticismo ebraico, dove i privilegiati studiosi di testi mistici assumevano ora un ruolo sociale come attuatori e intercessori della Divinità a favore delle masse. Con il consolidamento del movimento nel XIX secolo, la sua guida divenne dinastica. Tra le scuole chassidiche successive si annoverano:
- Rebbe Nachman di Breslov (1772–1810), pronipote del Baal Shem Tov, che rivitalizzò e ampliò ulteriormente gli insegnamenti di quest'ultimo, accumulando un seguito di migliaia in Ucraina, Bielorussia, Lituania e Polonia. In un amalgama unico di iniziative chassidiche e mitnagdiche, Rebbe Nachman raccomanda ai suoi discepoli lo studio sia della Cabala e sia della Torah. I suoi insegnamenti differiscono anche dal modo in cui altri gruppi chassidici si sono sviluppati, poiché ha respinto l'idea di dinastie chassidiche ereditarie e ha insegnato che ogni chassid deve "cercare lo tzaddik ('santo/persona giusta') "da sé e dentro di sé."[78]
- La scuola intellettuale chassidica di Chabad Lubavitch si staccò dall'orientamento di fede emotiva proposta dallo Chassidismo generico e rese la mente il mezzo principale per raggiungere il "cuore interiore". I suoi testi combinano l'indagine filosofica razionale con spiegazioni della Cabala tramite l'articolazione dell'unità in un'essenza divina comune. In tempi recenti, l'elemento messianico latente nello Chassidismo è stato messo in grande rilievo dallo Chabad.[79]

#### Influenze del XX secolo
Il misticismo ebraico ha influenzato il pensiero di alcuni dei più grandi teologi ebrei del XX secolo, al di là di possibili tradizioni cabalistiche o chassidiche. Il primo rabbino capo della Palestina mandataria, Abraham Isaac Kook, era un pensatore mistico che attinse pesantemente da concetti cabalistici nella propria terminologia poetica. I suoi scritti riguardano la fusione delle false divisioni tra sacro e profano, razionale e mistico, giuridico e fantasioso. Gli studenti di Joseph Soloveitchik, figura di spicco dell'Ebraismo ortodosso moderno apprendono l'influenza dei simboli cabalistici grazie alle sue opere filosofiche. Il Neochassidismo, piuttosto che la Cabala, ha formato la filosofia del dialogo di Martin Buber e l'Ebraismo conservatore di Abraham Joshua Heschel. I simboli lurianici di Tzimtzum e Shevirah hanno influenzato i teologi dell'Olocausto.

## Concetti

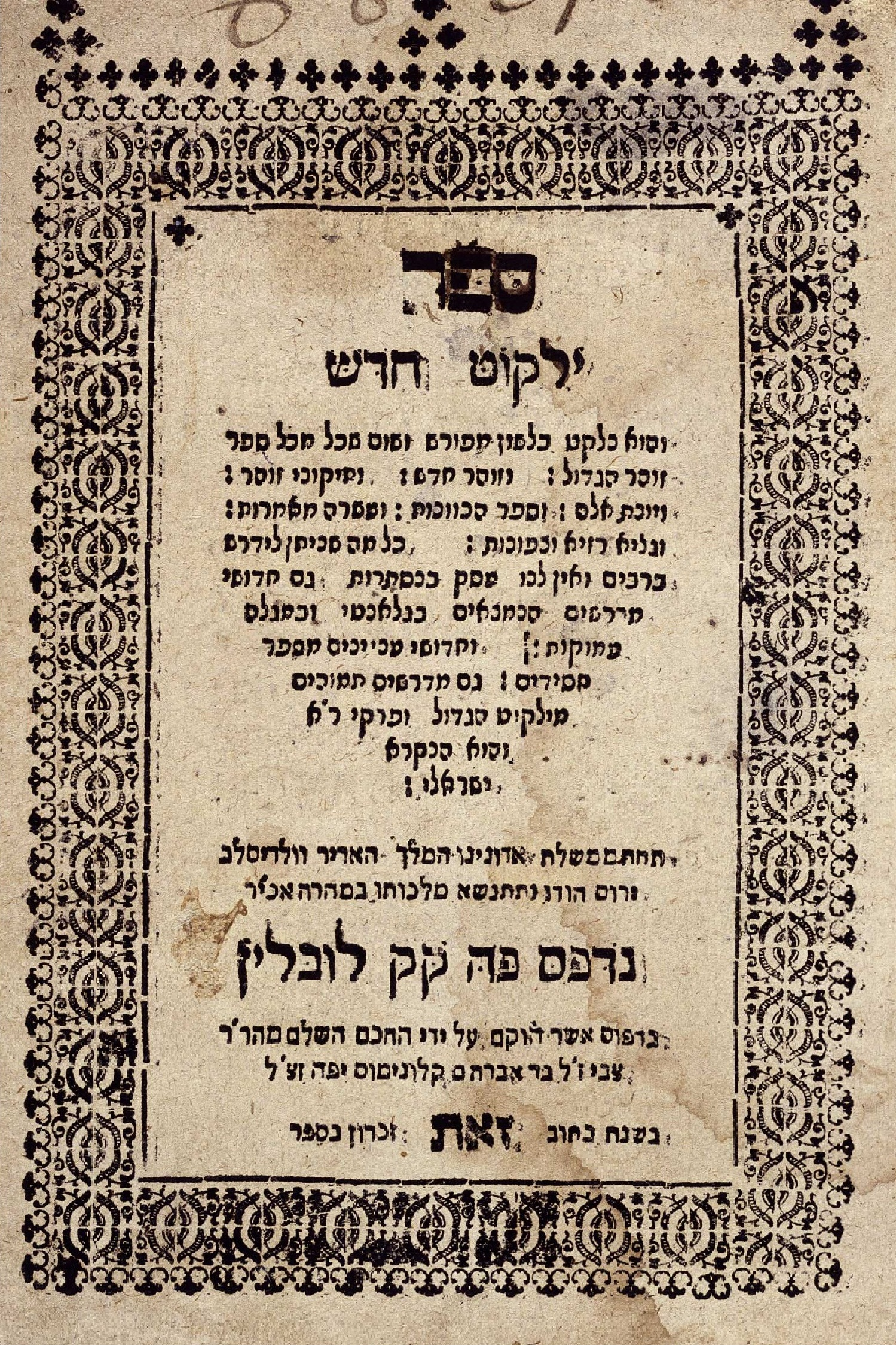
Pagina del testo cabalistico Sefer ha-Zohar Yalkut Hadash, Lublino 1648

### Dio nascosto e rivelato

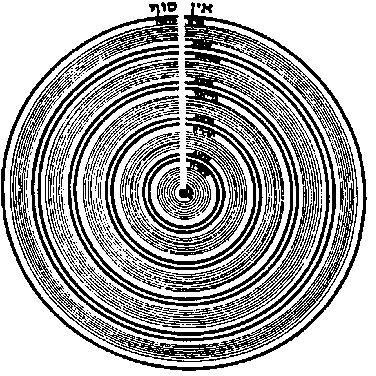
Schema metaforico dei mondi spirituali emanati dall'Ein Sof

La natura del Divino spinse i cabalisti a distinguere due aspetti di Dio: 
1. Dio in essenza, assolutamente trascendente, inconoscibile, semplicità divina senza limiti,
2. e Dio nella manifestazione, la persona rivelata di Dio attraverso cui Egli crea, sostiene e si relaziona al genere umano.

I cabalisti parlano del primo come Ein/Ayn Sof (אין סוף "l'infinito/senza fine", letteralmente "ciò che non ha limiti"). Dell'impersonale Ein Sof nulla può essere afferrato. Il secondo aspetto delle emanazioni divine invece è accessibile alla percezione umana, interagendo dinamicamente in tutta l'esistenza fisica e spirituale, rivelando immanentemente il Divino e vincolandolo alla vita dell'uomo. I cabalisti ritengono che questi due aspetti non siano in contraddizione, ma si completino a vicenda, con le emanazioni che rivelano il mistero nascosto all'interno della Divinità.
Lo Zohar interpreta le prime parole del Libro della Genesi BeReishit Bara Elohim – In principio Dio creò come "Con il livello di "Reishit-Beginning" l'Ein Sof creò Elohim-la manifestazione di Dio nella Creazione:
(Zohar I, 15a)
La struttura delle emanazioni è stato caratterizzato in vari modi: Sefirot (attributi divini) e Partzufim ("facce" divine), Ohr (luce e flusso spirituale), Nomi di Dio e la Torah superna, Olamot (mondi spirituali), Albero divino e Uomo archetipale, Carro angelico e Palazzi, maschio e femmina, strati investiti di realtà, santa vitalità interiore e gusci esteriori Qelipot, 613 incanalazioni ("membra" del Re) e anime divine dell'uomo. I cabalisti vedono tutti gli aspetti come unificati mediante la loro dipendenza assoluta dalla loro origine nell'Ein Sof.

### Le Sefirot e il Femminile divino
Le Sefirot (termine scritto anche "sephirot" o "sephiroth" - sefirah al singolare) sono le dieci emanazioni e gli attributi di Dio con cui Egli sostiene continuamente l'universo in esistenza. Lo Zohar e altri testi formativi elaborano il loro emergere dal nascondimento e dal potenziale infinito nell'unità dell'Ein Sof. Cordovero li organizza come una luce versata in dieci vasi (kli) creati. Un confronto del suo conteggio con quello di Luria, li descrive il duplice aspetto razionali e inconscio della Cabala. Due metafore vengono utilizzate per descrivere le Sefirot, la loro manifestazione teocentrica come Albero della Vita e Albero della conoscenza del bene e del male, e la loro corrispondenza antropocentrica nell'uomo, esemplificato come Adam Kadmon. Questa prospettiva bidirezionale incarna la natura inclusiva ciclica del flusso divino, dove hanno validità le prospettive alternative divine e umane. La metafora centrale dell'uomo permette la comprensione umana delle Sefirot, poiché corrispondono alle facoltà psicologiche dell'anima e incorporano gli aspetti maschili e femminili secondo Genesi 1:27 ("Dio creò l'uomo a sua immagine; a immagine di Dio lo creò; maschio e femmina li creò"). Corrispondente all'ultima sefirah della Creazione è la Shekhinah immanente (Presenza divina femminile). All'inizio del XIV secolo si cominciarono a diffondere le teorie dei Quattro Mondi (in ebraico עולמות ‎? Olamot/Olamos, sing. Olam עולם) del creato: il flusso discendente della Luce divina nella Creazione forma i Quattro Mondi superni – Atziluth (mondo dell'emanazione), Beri'ah (mondo della creazione), Yetzirah (mondo delle forme) e Assiah (mondo della produzione o della fabbricazione), che manifestano la dominanza di successive Sefirot in azione in questo mondo. Si conoscono ora anche come i Cinque Mondi dato che si conta la fase precedente, Adam Kadmon, che viene aggiunta alle quattro categorie, descritte come regni spirituali della Cabala, nella catena discendente dell'Esistenza, della Creazione e dell'atto creativo di Dio: il Seder hishtalshelus (ebraico: סדר השתלשלות) che implica "l'ordine di sviluppo" o "ordine evolutivo" della Creazione Universale, quindi nel significato letterale "il processo di concatenamento". Gli atti dell'uomo uniscono o dividono gli aspetti celesti maschili e femminili delle Sefirot, e con la loro armonia antropomorfa completano la Creazione. I cinque nomi indicano il variare del tipo di influsso delle Sephiroth - il quinto mondo primordiale, Adam Kadmon, è spesso escluso a causa della sua trascendenza e ci si riferisce quindi solo ai Quattro Mondi successivi. La componente materiale aumenta man mano che ci si allontana dall'Emanatore. Come fondamento spirituale della Creazione, le Sefirot corrispondono ai nomi di Dio nella Bibbia e alla particolare natura di qualsiasi entità.

#### Le dieci Sefirot quale processo creativo

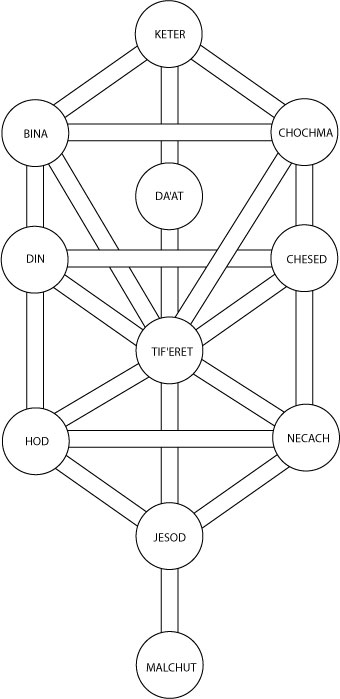
Schema delle Sefirot discendenti lungo 3 colonne, come un albero rovesciato con radici sopra e rami sotto

Secondo la cosmologia lurianica, le Sefirot corrispondono ai vari livelli della creazione (dieci Sefirot in ciascuno dei Quattro Mondi, e quattro mondi all'interno di ognuno dei più grandi quattro mondi, ognuno contenente dieci Sefirot, che a loro volta contengono dieci Sefirot, con un numero infinito di possibilità), e sono emanate dal Creatore allo scopo di creare l'universo. Le Sefirot sono considerate rivelazioni della volontà del Creatore (ratzon), e non devono essere intese come dieci "dèi" differenti, ma come dieci modi diversi in cui il Dio Unico rivela la Sua volontà attraverso le Emanazioni. Non è Dio che cambia, ma la capacità di percepire Dio.

#### Le dieci Sefirot quale processo etico

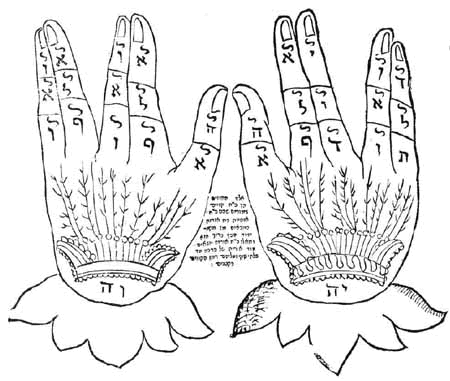
Nei secoli XVI e XVII la Cabala venne diffusa mediante un nuovo genere di letteratura etica, connessa alla meditazione cabalistica

La Creazione divina mediante le dieci Sefirot è un processo etico: rappresentano i diversi aspetti della moralità. "Benevolenza amorevole" è una possibile giustificazione morale presente in Chessed e Gevurah è la giustificazione morale di "Giustizia" ed entrambe sono mediate dalla "Misericordia" che è Rachamim. Tuttavia, questi pilastri della morale diventano immorali quando portati agli estremi. Quando Benevolenza diventa estrema può portare alla depravazione sessuale e alla mancanza di Giustizia ai malvagi. Quando la Giustizia diventa estrema, può portare alla tortura e all'assassinio di innocenti e ad ingiusta punizione.
Uomini "giusti" (tzadikim) ascendono a queste qualità etiche delle dieci Sefirot facendo azioni giuste. Se non ci fossero uomini giusti, le benedizioni di Dio verrebbero completamente celate e la creazione cesserebbe di esistere. Mentre le azioni umane reali sono la "Fondazione" (Yesod) di questo universo (Malchut), tali azioni devono accompagnare l'intenzione consapevole della compassione. Azioni compassionevoli sono spesso impossibili senza la fede (Emunah), il che significa avere fiducia che Dio sostiene sempre le azioni compassionevoli, anche quando Egli sembra nascosto. In definitiva, è necessario mostrare compassione anche verso se stessi per poter condividere la compassione verso gli altri. Questo godimento "egoistico" della benedizione di Dio, ma solo al fine di spingere se stessi ad aiutare gli altri, è un aspetto importante della "Restrizione" e nella Cabala è considerato una sorta di "giusto mezzo", corrispondente alla Sefirah di Bellezza (Tiferet) facente parte della "Colonna Centrale".
Moses Cordovero nel suo Tomer Devorah (La Palma di Deborah) presenta un insegnamento etico dell'Ebraismo nel contesto cabalistico delle dieci Sefirot. Tomer Devorah è diventato anche un testo fondamentale della letteratura mussar.

### Emanazioni e discesa nei mondi spirituali

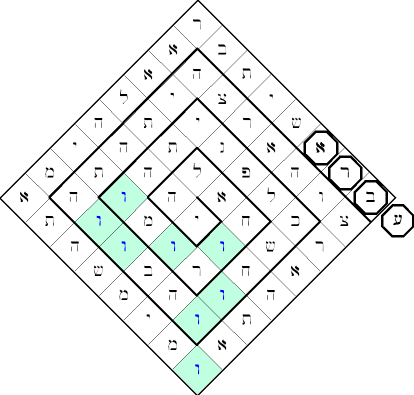
Trasformazione cabalistica di (seconda fase del modello della precreazione)

I cabalisti medievali credevano che tutte le cose fossero collegate a Dio attraverso queste emanazioni, rendendo tutti i livelli della creazione parte di una grande scala naturae, gradualmente discendente. Tramite questa, qualsiasi creazione più in basso rispecchia le sue caratteristiche particolari dalla Divinità Superna.
Il pensiero chassidico estende l'immanenza divina della Cabala ritenendo che Dio sia tutto ciò che esiste realmente, con tutto il resto completamente indifferenziato dalla prospettiva divina. Questo punto di vista può essere definito come panenteismo monistico. Secondo questa filosofia, l'esistenza di Dio è superiore a qualsiasi cosa che questo mondo possa esprimere, pur tuttavia comprende tutte le cose di questo mondo nella Sua realtà divina in perfetta unità, cosicché la Creazione non ha effettuato nessun cambiamento in Lui. Questo paradosso è trattato a lungo nei testi Chabad.

### Origine del male

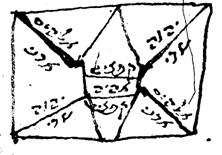
Amuleto del 1400. I cabalisti teosofici, specialmente Luria, censuravano la Cabala pratica contemporanea, ma permettevano gli amuleti dei saggi

Tra i problemi considerati nella Cabala ebraica vi è la questione teologica della natura e origine del male. Secondo le opinioni di alcuni cabalisti tale questione viene a considerare il 'male' come una 'qualità di Dio', affermando che nella essenza dell'Assoluto entra la negatività. In questa ottica si concepisce che l'Assoluto abbia bisogno del male per 'essere quello che è', cioè, esistere. Testi fondamentali del cabalismo medievale concepivano il male come un parallelo demoniaco del sacro, chiamato Sitra Achra (l'"altro lato"), e i Qelipot/Qliphoth ("Gusci") che coprono e nascondono il sacro, si nutrono di esso, ma lo proteggono anche limitandone la rivelazione. Scholem ha definito questo elemento della Cabala spagnola un motivo "gnostico ebraico", nel senso di duplici poteri nel reame divino della manifestazione. Come concetto basilare, la radice del male si trova all'interno delle 10 Sefirot sante, a causa di uno squilibrio di Ghevurah, il potere della "Forza/Giustizia/Rigore".
Gevurah è necessaria affinché la Creazione esista, in quanto si contrappone a Chesed ("benevolenza"), costringendo l'illimitata bontà divina all'interno di vasi adatti, in modo da formare i Mondi. Tuttavia, se l'uomo pecca (attualizzando un giudizio impuro nella sua anima), il Giudizio superno è reciprocamente potenziato al di sopra della Bontà, introducendo disarmonia tra le Sefirot nel reame divino e l'esilio da Dio in tutta la creazione. Il reame demoniaco, sebbene illusorio nella sua origine santa, diventa il vero regno apparente di impurità nella Creazione inferiore.

### Ruolo umano

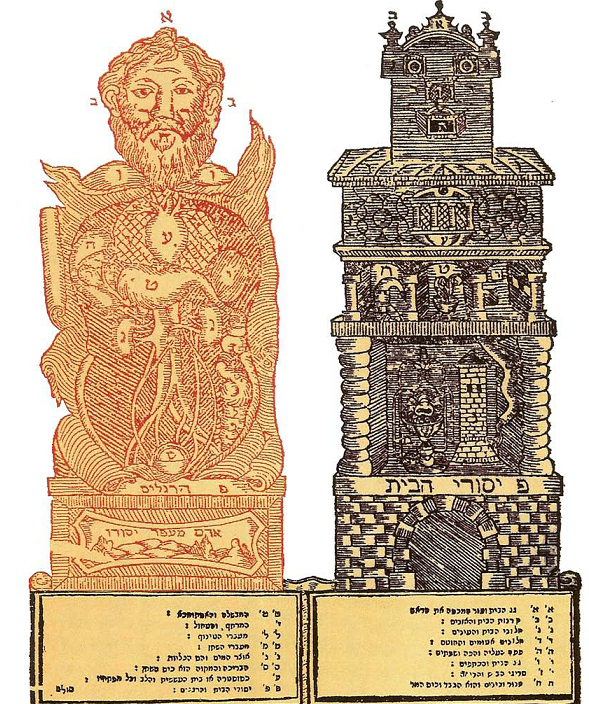
La "Casa dell'Uomo": la dinamica delle Sefirot può essere applicata a qualsiasi organismo, sistema o transazione. In questa stampa del XVII secolo la rappresentazione di una casa e dell'anatomia umana viene interpretata secondo i principi dell'Albero della Vita.

La dottrina cabalistica dà all'uomo un ruolo centrale nella Creazione, poiché la sua anima e il suo corpo corrispondono alle superne manifestazioni divine. Nella Cabala cristiana questo schema è stato universalizzato per descrivere harmonia mundi, l'armonia della Creazione all'interno dell'uomo. Nell'Ebraismo, ha dato una profonda ispirazione alla pratica e osservanza ebraiche. Sebbene il sistema cabalistico abbia dato uno sviluppo radicalmente innovativo, anche se concettualmente continuo, alle nozioni rabbiniche tradizionali midrashiche e talmudiche, il pensiero cabalistico sottolinea e rinvigorisce l'osservanza ebraica conservatrice. Gli insegnamenti esoterici della Cabala danno un ruolo centrale ai tradizionali precetti mitzvot nella creazione spirituale, anche qualora il praticante sia erudito in tale conoscenza o meno. L'accompagnamento dell'osservanza normativa e del culto con speciali intenzioni mistiche kavanot hanno assegnato loro poteri teurgici ma il rispetto sincero da parte della gente comune, in particolare nella diffusione popolare della Cabala effettuata dall'ebraismo chassidico, può sostituire le abilità esoteriche. Molti cabalisti sono stati anche esponenti giuridici dell'Ebraismo, si vedano per esempio Nachmanide e Joseph Karo.
La Cabala medievale elabora motivi particolari per ogni mitzvah biblica, e il loro ruolo nell'armonizzare il superno flusso divino, unendo nell'Alto forze maschili e femminili. Con ciò, la presenza divina femminile in questo mondo è ritratta dall'esilio verso il Santo Altissimo. Le 613 mitzvot sono incorporate negli organi e nell'anima dell'uomo. La Cabala lurianica integra questo nel sistema più inclusivo della rettifica messianica della divinità esiliata. Il misticismo ebraico, a differenza delle ragioni umane razionaliste di trascendenza divina per l'osservanza ebraica, ha dato un significato cosmico divino immanente e provvidenziale agli avvenimenti quotidiani della vita mondana dell'uomo in generale, e al ruolo spirituale di osservanza ebraica in particolare.

### Livelli dell'anima

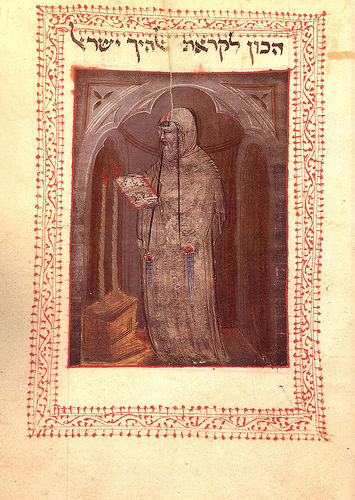
Basandole sul concetto cabalistico dell'anima, le meditazioni di Abramo Abulafia includevano l'"illuminazione interiore" della forma umana

La Cabala postula che l'anima umana abbia tre elementi: nefesh, ru`ach e neshamah. Nefesh si trova in tutti gli esseri umani ed entra nel corpo fisico al momento della nascita. È la fonte della propria natura fisica e psicologica. Le altre due parti dell'anima non vengono impiantate al momento della nascita, ma possono essere sviluppate nel tempo: il loro sviluppo dipende dalle azioni e convinzioni della persona. Si dice che esistano pienamente solo nelle persone rivitalizzate spiritualmente. Un modo comune di spiegare le tre parti dell'anima è il seguente:
- Nefesh (נפש): la parte inferiore, o "parte animale", dell'anima. È connessa con gli istinti e con i desideri corporali. Questa parte dell'anima viene data alla nascita.
- Ruach (רוח): l'anima mediana, lo "spirito". Contiene le virtù morali e l'abilità di distinguere tra bene e male.
- Neshamah (נשמה): l'anima superiore, o "anima superna". Questa separa l'uomo da tutte le altre forme di vita. È correlata all'intelletto e permette all'uomo di godere dell'aldilà. Permette di avere una certa consapevolezza dell'esistenza e presenza di Dio.

Il Raaya Meheimna, una sezione di insegnamenti affini diffusi in tutta l'opera dello Zohar, discute la quarta e quinta parte dell'anima umana, la chayyah e yehidah (per la prima volta citata nel Midrash Rabbah). Gershom Scholem scrive che questi "si considerava rappresentassero i livelli più sublimi della conoscenza intuitiva, e fossero alla portata di pochi individui scelti". Il Chayyah e lo Yechidah non entrano nel corpo come gli altri tre – quindi ricevono meno attenzione nelle altre sezioni dello Zohar.
- Chayyah (חיה): la parte dell'anima che permette di acquisire consapevolezza della forza vitale divina.
- Yehidah (יחידה): il piano più alto dell'anima, dove si può raggiungere l'unica unione possibile con Dio.

Sia le opere rabbiniche che quelle cabalistiche ipotizzano che ci siano alcuni altri stati temporanei dell'anima, che le persone possono sviluppare in certe occasioni. Queste ulteriori anime, o stati ulteriori dell'anima, non hanno alcun ruolo in schemi di vita ultraterrena, ma sono menzionati per completezza:
- Ruach haQodesh (רוח הקודש) ("Spirito di Santità" o Spirito Santo): uno stato dell'anima che rende possibile la profezia. Dopo la fine dell'età della profezia classica, nessuno (fuori di Israele) riceve più l'anima di profezia.[101]
- Neshamah Yeseira: l'"anima supplementare", che l'ebreo può percepire e comprendere durante lo Shabbat. Rende possibile un godimento spirituale migliore di tale giorno santo. Infatti esiste solo quando sta osservando lo Shabbat, ma può essere perso e/o guadagnato a seconda della propria osservanza.
- Neshamah Kedosha: dato agli ebrei all'età della maturità (13 anni per i ragazzi, 12 per le ragazze) ed è relativo allo studio e alla realizzazione dei comandamenti biblici. Esiste solo quando si studia e si segue la Torah, ma può essere perso e/o guadagnato a seconda del proprio impegno e della rispettiva osservanza.[100]

### Reincarnazione
La reincarnazione, la trasmigrazione dell'anima dopo la morte, è stata introdotta nell'Ebraismo come principio esoterico centrale della Cabala dal Medioevo in poi, ed era chiamata Gilgul neshamot ("Cicli dell'anima"). Il concetto non compare apertamente nella Bibbia ebraica o nella letteratura rabbinica classica, e fu respinta da vari filosofi ebrei medievali. Tuttavia, i cabalisti spiegano un certo numero di passi delle Scritture con riferimento ai Gilgulim. Il concetto è diventato centrale per la Cabala successiva di Isaac Luria, che la sistematizzò come parallelo personale al processo cosmico di rettifica (Tohu e Tikun). Mediante la Cabala lurianica e l'Ebraismo chassidico, la reincarnazione è entrata nella cultura ebraica popolare come motivo letterario.

### Tzimtzum, Shevirah e Tiqqun

Espansione dell'Universo

Dopo la pubblicazione dello Zohar alla fine del XIII secolo, si è cercato di interpretare e sistematizzare le dottrine nell'ambito del suo immaginario. Ciò è culminato nelle successive esposizioni complete di Cordovero e di Luria nella Safed del XVI secolo. Sebbene Cordovero organizzasse la Cabala medievale in uno schema lineare influenzato razionalmente, ciò venne successivamente sostituito dallo schema mitologico dinamico di Isaac Luria, redatto da Hayim Vital e dagli altri suoi discepoli. La teosofia lurianica divenne il fondamento della Cabala moderna, incorporando la teosofia medievale nella sua esegesi più ampia. Le dottrine lurianiche sovrarazionali di Tzimtzum, Shevirat HaKeilim e Tiqqun riorganizzarono il cabalismo concentrandosi sulla crisi-catarsi dell'esilio divino e della redenzione, spiegando il messianismo ebraico della Cabala.
Tzimtzum (Costrizione/Concentrazione) è l'atto cosmico primordiale in cui Dio ha "contratto" la Sua luce infinita, lasciando un "vuoto" in cui è stata versata la luce dell'esistenza. Questo ha permesso l'emergere dell'esistenza indipendente, non annullata dalla Luce Infinita incontaminata, conciliando l'unità dell'Ein Sof con la pluralità della creazione. Ciò ha cambiato il primo atto creativo in uno di recesso/esilio, l'antitesi della Divina Volontà ultima. In contrasto, una nuova emanazione dopo il Tzimtzum ha brillato nel vuoto per iniziare la creazione, ma ha portato ad un'instabilità iniziale chiamata Tohu (Caos), provocando una nuova crisi di Shevirah (Frantumazione) dei vasi delle Sefirot. I frammenti dei vasi frantumati caddero nei regni inferiori, animati dai resti della loro luce divina e provocando l'esilio primordiale della Divina Persona prima della creazione dell'uomo. L'esilio e l'investitura del divino nei reami inferiori durante tutta l'esistenza richiede all'uomo di completare il processo di Tiqqun 'Olam ("Rettifica"). La Rettifica Superna corrisponde alla riorganizzazione delle Sefirot indipendenti nei relativi Partzufim (Espressioni Divine), precedentemente citati obliquamente dallo Zohar. Dalla catastrofe deriva la possibilità della Creazione consapevole di se stessa, come anche i Qelipot (gusci impuri) della precedente Cabala medievale. L'antropomorfismo metaforico dei Partzufim accentua le unificazioni metaforiche del processo redentivo, mentre la reincarnazione Gilgul emerge dallo schema. Il lurianesimo, esclusivamente, fornisce ad un precedente misticismo privato l'urgenza di un coinvolgimento sociale messianico.
Secondo le interpretazioni di Luria, la catastrofe deriva dalla "mancanza di volontà" dell'impronta residua dopo lo Tzimtzum di relazionarsi con la nuova vitalità che ha iniziato la creazione. Il processo fu organizzato per armonizzare l'Infinità Divina con il potenziale latente del male. La creazione di Adamo avrebbe redento l'esistenza, ma il suo peccato causò nuova shevirah di vitalità divina, necessitando quindi il Dono della Torah per iniziare la rettifica messianica. La storia e l'individuo diventano quindi la narrazione del risanamento delle scintille divine in esilio.

### Misticismo linguistico dell'ebraico
Il pensiero cabalistico amplificò le nozioni bibliche e midrashiche secondo cui Dio ha attuato la Creazione mediante la lingua ebraica e tramite la Torah, in un misticismo linguistico completo. In ciò, ogni lettera ebraica, parola, numero, anche accento sulle parole della Bibbia ebraica contiene significati esoterici, che descrivono le dimensioni spirituali all'interno di idee exoteriche, e insegna i metodi ermeneutici di interpretazione per accertare questi significati. I Nomi di Dio nella Bibbia hanno ulteriore risalto, sebbene la fluidità del significato trasformi l'intera Torah in un nome divino. Come il nome ebraico delle cose è il canale della loro forza vitale, parallela alle Sefirot, così concetti come "santità" e "mitzvot" incarnano l'immanenza divina ontologica, poiché Dio può essere conosciuto in manifestazione così come in trascendenza. Il potenziale infinito del significato della Torah, come dell'Ein Sof, si riflette nel simbolo dei due alberi del Giardino dell'Eden: la Torah della Albero della Conoscenza è la Torah halakhica esterna, attraverso cui i mistici possono percepire la Torah illimitata dell'Albero della Vita. Nell'espressione lurianica, ciascuna delle 600000 anime di Israele trovano la loro propria interpretazione nella Torah:
Già nel I secolo d.C. gli ebrei credevano che la Torah (i primi cinque libri della Bibbia ebraica, il Pentateuco) e i testi canonici più estesi contenessero messaggi codificati e significati nascosti. La Ghematria è uno dei metodi per scoprire tali significati nascosti. Ogni lettera in ebraico rappresenta anche un numero; l'ebraico, a differenza di molte altre lingue, non ha mai sviluppato un alfabeto numerico separato. Convertendo le lettere in numeri, i cabalisti sono stati in grado di trovare un significato nascosto in ogni parola. Questo metodo di interpretazione è stato utilizzato estensivamente da varie scuole.

#### Esempi e interpretazioni
Gli esegeti ebrei, abituati a permutare le lettere del Tanakh, possono quindi avere la possibilità di scoprire significati reconditi e più profondi.
- La permutazione numerica è un metodo della ghimatréyah o ghematriah: ogni lettera dell'alfabeto ebraico indica un numero o più, dunque ciascuna parola della Bibbia ha un proprio valore numerico, somma dei valori numerici delle lettere che la compongono.
- Una parola si può confrontare con un'altra dello stesso valore numerico (cfr. anche Siddur).
- L'"arte" del notariqón permette di scoprire parole nascoste dentro altre parole.
- L'atbash consiste nello scambio alfabetico, ad esempio la prima lettera dell'alfabeto con l'ultima, la seconda con la penultima, ecc.

Alcuni esempi
- 1) AChaD in ebraico significa "unità/Uno" ed è uguale a 13 (A = 1 + Ch = 8 + D = 4).

Anche la parola "Amore", Ahavah ha lo stesso numero (A=1, H=5, V=2, H=5).
In questa maniera come in un'equazione si può dire che:
AChaD = AHVH
- 2) La parola ebraica "tseraf" risulta dalla trasmutazione secondo l'interscambio delle lettere dell'alfabeto (questo è un metodo ulteriore).[109]

### Gematria e numerologia
La gematria (גימטריה) assegna a ogni lettera ebraica un valore numerico; sommando tali valori, i cabalisti cercano corrispondenze simboliche fra parole o versetti.
Come nota Aryeh Kaplan, questi calcoli furono già sistematizzati nei commentari medievali come ponte tra testo sacro e struttura cosmica.
Nel XIX secolo si diffusero sistemi sincretici extra-cabalistici, fra cui la «numerologia caldea» e quella «pitagorica».
La prima utilizza un set di 8 valori applicati alle consonanti di un alfabeto semitico ricostruito, mentre la seconda impiega l’alfabeto latino in progressione da 1 a 9.
La storiografia accademica considera tali pratiche estranee alla tradizione cabalistica ebraica propriamente detta, pur riconoscendone alcune influenze lessicali.

## Testi primari

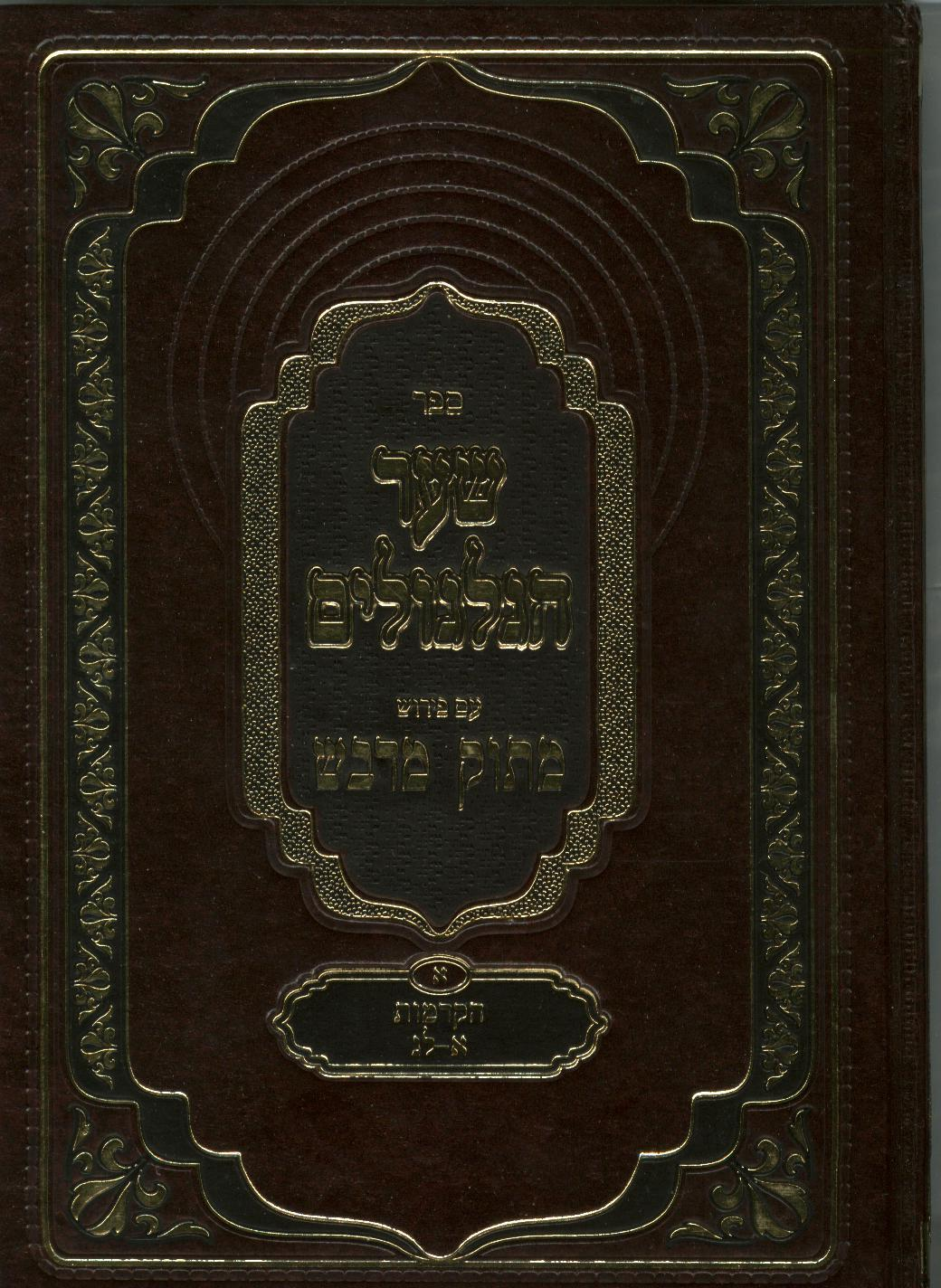
Il testo Shaar Hagilgulim di Isaac Luria

Come il resto della letteratura rabbinica, i testi della Cabala una volta facevano parte di una tradizione orale continuativa, sebbene nel corso dei secoli gran parte di tale tradizione orale sia stata messa per iscritto.
Forme ebraiche di esoterismo esistevano più di 2000 anni fa. Ben Sira (nato verso il 170 d.C.) mette in guardia contro tali forme, dicendo: "Tu non devi occuparti delle cose misteriose." Ciò nonostante furono intrapresi studi mistici che hanno generato una letteratura mistica, tra cui la prima è la letteratura apocalittica degli ultimi due secoli precristiani, che contenevano elementi poi trasposti nella Cabala successiva.
Nel corso dei secoli successivi, molti testi furono prodotti, tra i quali le antiche descrizioni dello Sefer Yetzirah, la letteratura mistica ascensionale degli Heikhalot, il Bahir, lo Sefer Raziel HaMalakh e lo Zohar, il testo principale dell'esegesi cabalistica. Commentari biblici mistici classici sono inclusi nelle versioni più complete del Mikraot Gedolot (commentatori principali). La sistematizzazione cordoveriana è presentata nel suo Pardes Rimonim, l'articolazione filosofica nelle opere del Maharal, e la "rettificazione" luriana nel rispettivo Etz Chayim. Un'interpretazione successiva della Cabala lurianica venne fatta negli scritti di Shalom Sharabi, in Nefesh HaChaim e nel XX secolo da Yehuda Ashlag. Lo Chassidismo ha interpretato le strutture cabalistiche secondo la loro corrispondenza nella percezione interiore. Lo sviluppo chassidico della Cabala incorpora una fase susseguente del misticismo ebraico dalla metafisica cabalistica storica.

## Esegeti
I primi storici accademici moderni dell'Ebraismo, la scuola "Wissenschaft des Judentums" XIX secolo, lo strutturò solo nei in termini razionali della Haskalah emancipatrice nello spirito del loro tempo. Si opponevano alla Cabala e limitavano il suo significato nell'ambito della storiografia ebraica. Nella metà del XX secolo, fu lasciato a Gershom Scholem il compito di ribaltare la loro posizione, istituendo un'attuale e fiorente indagine accademica della mistica ebraica, e rendendo i testi cabalistici e chassidici oggetto di profondo studio critico-storico. Secondo l'opinione di Scholem, i componenti mitici e mistici dell'Ebraismo sono almeno tanto importanti quanto quelli razionali, e reputa questi, piuttosto che l'Halakhah exoterica, siano la corrente viva dello sviluppo storico ebraico.
L'Università Ebraica di Gerusalemme è stato uno dei fulcri di tale ricerca, con Scholem e Isaiah Tishby, e più recentemente Joseph Dan, Yehuda Liebes, Rachel Elior e Moshe Idel. Studiosi che spaziano le varie ere dell'misticismo ebraico in America e Gran Bretagna includono Arthur Green, Lawrence Fine, Elliot Wolfson, Daniel Matt e Ada Rapoport-Albert; in Italia si annoverano Abramo Alberto Piattelli e Giulio Busi.
Gli studiosi della generazione corrente hanno riesaminato le prime teorie, tra cui quelle di Scholem, specialmente su questioni come il misticismo Heikhalot e lo "gnosticismo" ebraico, le origini della Cabala e le fonti dello Chassidismo. Moshe Idel ha aperto la ricerca sulla Cabala estatica lungo le linee del teosofico e ha stimolato nuovi approcci multidisciplinari, al di là del filologico e dello storico fino ad ora dominanti, esortando ad includere studi di fenomenologia, psicologia, antropologia e studi comparativi.

### Asserzioni di autorità
Gli storici hanno notato che la maggior parte delle asserzioni d'autorità sulla Cabala comportano un'argomentazione circa l'antichità della sua autorità.. Come risultato, in pratica tutte le prime opere fondamentali affermano pseudepigraficamente un'antica paternità, o sono loro attribuite. Ad esempio, Sefer Raziel HaMalakh, un testo astromagico in parte basato su un manuale magico della tarda antichità – Sefer ha-Razim – è stato trasmesso, secondo i cabalisti, dall'angelo Raziel ad Adamo dopo essere stato cacciato dall'Eden.
Un altro testo famoso, il primo Sefer Yetzirah presumibilmente risalirebbe al patriarca Abramo. Questa tendenza verso la pseudoepigrafia ha le sue radici nella letteratura apocalittica, che sostiene che la conoscenza esoterica come la magia, la divinazione e l'astrologia sia stata trasmessa agli esseri umani in un passato mitico dai due angeli, Aza e Azaz'el (in altri testi, Azaz'el e Uzaz'el), che caddero dal cielo (cfr. Genesi 6:4).

## La Cabala nella letteratura contemporanea

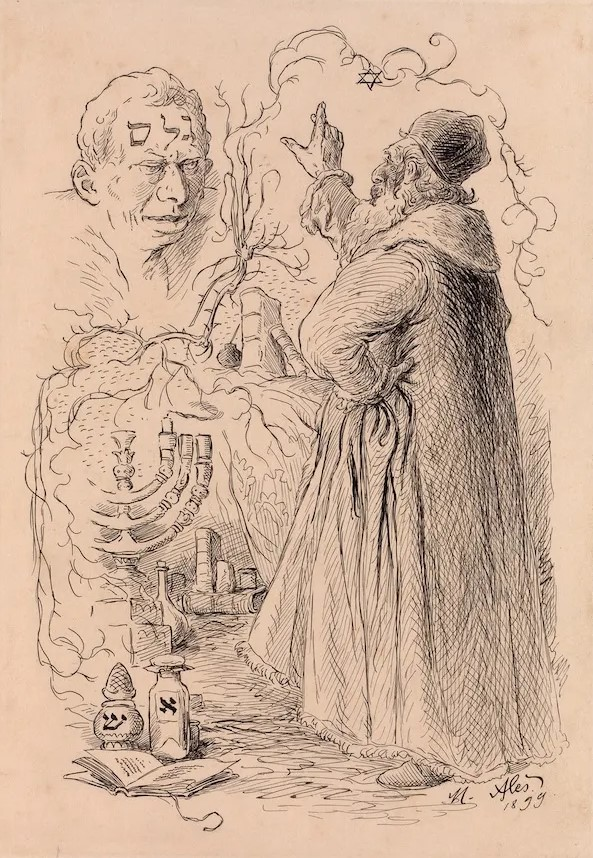
Il Golem e Rabbi Loew ben Bezalel in un disegno di Mikoláš Aleš (1852 - 1913)

Il romanzo Il Golem (1915) di Gustav Meyrink contiene numerosi riferimenti a tradizioni cabalistiche, in particolare al mito della creazione di un essere d'argilla (come fece Dio con Adamo) al quale, secondo una leggenda risalente al Medioevo, può essere conferita la vita scrivendogli sulla fronte la parola ebraica emeth (verità), mentre per toglierli la vita è sufficiente cancellare la e iniziale, in modo che rimanga meth (morte).
Giungiamo in questo modo ai nostri giorni e alla diffusione di questa dimensione magica a livello della cultura popolare per effetto della musica rock che tanto ha celebrato Aleister Crowley, ultimo esponente della tradizione della Golden Dawn, che ha pubblicato tutti i rituali di questo ordine e che ha dato un'interpretazione della Cabala così libera e potente da costringere i maestri della dottrina ebraica (come nel caso di Gershom Scholem) a dover fuoriuscire dal loro perimetro interno e spiegare il punto di vista ebraico su cosa debba intendersi per קבלה rivelando una tensione tra la Cabala come corrente esoterica del pensiero e del misticismo ebraico e una Cabala moderna, secolarizzata, come quella che proviene dalla controtradizione della Golden Dawn.
Da qui in avanti i riferimenti diventano interminabili.
Anche la favola I Tarocchi degli Gnomi (1990) di Giordano Berti si ispira alla Cabala: i nomi delle ventidue lettere ebraiche sono distorti in modo da formare i nomi di altrettanti personaggi, mentre le 10 sephiroth sono i luoghi in cui si svolge la vicenda. In pratica, sotto il velo di un racconto per l'infanzia si nasconde un vero e proprio percorso iniziatico lungo l'Albero della Kabala.
Il racconto sette lunedì contenuto nella raccolta La prima indagine di Montalbano, scritta da Andrea Camilleri ha come motivo portante della storia l'interpretazione distorta (dalla follia) della cabala da parte di uno dei personaggi. In particolare tale personaggio distorce l'interpretazione della cabala di Mosè Cordovero e Isaac Luria.
Il romanzo Pendolo di Foucault di Umberto Eco utilizza, come artificio narrativo, la simbologia cabalistica e alchemica; curiosità: il nome attribuito al computer che custodisce "il Piano" è Abulafia.
Il romanzo Il Cabalista di Lisbona (1998) di Richard Zimler contiene numerosi riferimenti a tradizioni cabalistiche.
La trama della serie animata giapponese Neon Genesis Evangelion fonde diversi elementi di escatologia e misticismo appartenenti alla cabala ebraica, e si basa in genere su quest'ultima; in particolare, nella sigla di apertura compare lo schema dell'Albero della vita e un testo con una callagrafia simile al Sefer Raziel HaMalakh. I mecha della serie inoltre, gli Evangelion, sembrano essere collegati alla figura del Golem.

## Teorie storico-fenomenologiche sulla Cabala in Occidente
La Tradizione della Qabbalah riverbera nel genere letterario dell'apocalittica. Prima di giungere in età neo-testamentaria e trovare il famoso Libro dell'Apocalisse (che chiude la Bibbia nella forma in cui la conoscono i moderni), si dovranno ricordare testi fondamentali di questa tradizione tra cui i libri apocrifi (non inclusi nel canone biblico) di Enoch e il canonico Libro del profeta Ezechiele (il cui primo capitolo è la base della dottrina della Merkavah), scritto al tempo dell'uscita dalla cattività in Babilonia e la ricostruzione del Tempio di Gerusalemme.
Gli scavi archeologici di Qumran e Nag Hammadi hanno rivelato quanto fosse viva questa tradizione e quanti altri scritti l'abbiano arricchita prima di svanire con la distruzione del secondo Tempio e la Diaspora.
Nel Medioevo, questa tradizione tornò visibile mediante la pubblicazione (soprattutto in Spagna, ad opera degli Ebrei Sefarditi) di scritti come il Bahir (Libro della Chiarezza) e lo Zohar (Libro dello Splendore), che furono le basi della penetrazione della Qabbalah nel pensiero occidentale.
Tuttavia, l'espulsione degli ebrei dalla Spagna ad opera di re Ferdinando il Cattolico eclissò nuovamente questa tradizione, che riparò a Saféd, in Galilea. Qui attecchirono nuove importantissime opere, tra le quali svetta Etz Chaim "L'Albero della Vita", in cui sono riportati gli insegnamenti di Isaac Luria, che aprì la Qabbalah al pensiero moderno.
Dagli insegnamenti di Isaac Luria derivò la dottrina di Nathan di Gaza, che individuò in Shabbatai Tzevi, un ebreo di Izmir, il nuovo Messia che avrebbe dovuto riportare gli ebrei della diaspora in Israele.
Su questa operazione investirono ingenti risorse molti ebrei europei, soprattutto i banchieri d'Olanda e Germania; tuttavia non andò a buon fine e, addirittura, Shabbetai Tzevi si convertì all'Islam.
Questo paradosso fu accolto come necessità di comprendere la Diaspora. La conversione forzata al cattolicesimo che avevano dovuto subire gli ebrei d'Europa si apriva adesso anche all'Islam (trovando nella dottrina Sufi l'equivalente analogo della Qabbalah).
In ogni caso, la dottrina di Isaac Luria (che contiene elementi di interpretazione della trasmigrazione delle anime e del significato profondo della vita), venne importata in Europa – soprattutto da Jacob Frank – e in Germania, dove divenne riferimento dottrinale di alcuni ambienti massonici presso i quali l'Ordine degli Illuminati aveva influenza.
Soprattutto a questa connessione si deve il distacco di alcune ruote massoniche dall'alveo tradizionale occidentale del cristianesimo esoterico per entrare nella dimensione pienamente cabalistica.
Per via dei contatti tra ambienti tedeschi e inglesi (precisamente: tra Theodor Reuss e William Wynn Westcott), dobbiamo considerare come la dottrina della Cabal abbia fatto il suo ingresso nel moderno mondo occidentale per mezzo della controtradizione della Golden Dawn.

## Critica

### Critiche alla Cabala
Fra i problemi, direttamente o indirettamente presenti nella speculazione della Cabala ebraica, sta anche quello sull'origine del male, in cui si concepisce il male come una qualità di Dio o, come avviene nell'idealismo di Hegel, che il negativo entra nella costituzione stessa dell'Assoluto e che l'Assoluto ne ha quindi bisogno per essere quello che è.

### Cosmologia dualistica

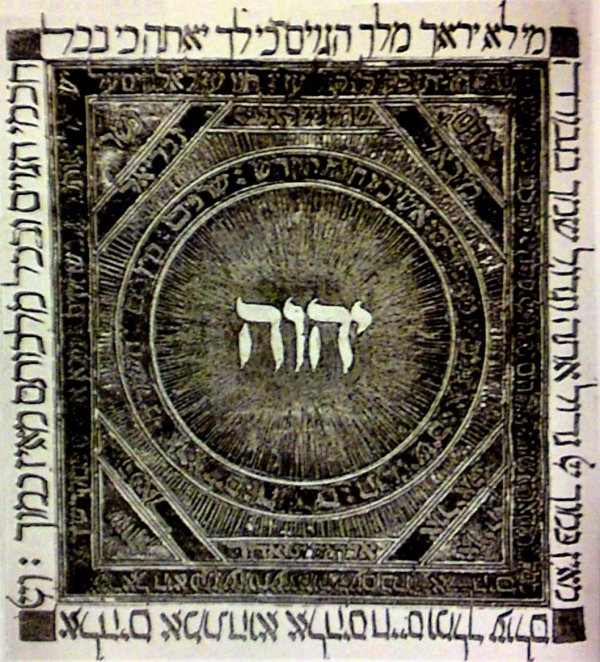
Tetragramma sefardita

Sebbene la Cabala proponga l'Unità di Dio, una delle critiche più gravi e prolungate è che può far allontanare dal monoteismo e promuovere invece il dualismo, la convinzione che ci sia una controparte soprannaturale a Dio. Il sistema dualistico sostiene che ci sia una potenza buona contro una potenza cattiva. Ci sono due modelli principali di cosmologia gnostico-dualista: il primo, che risale al zoroastrismo, ritiene che la creazione sia ontologicamente divisa tra forze del bene e del male; il secondo, riscontrato in gran parte nella metafisica greco-romana come il neoplatonismo, sostiene che l'universo abbia conosciuto un'armonia primordiale, ma che una perturbazione cosmica abbia prodotto una seconda dimensione maligna della realtà. Questo secondo modello ha influenzato la cosmologia della Cabala.
Secondo la cosmologia cabalistica, le dieci Sefirot corrispondono a dieci livelli della creazione. Questi livelli di creazione non devono essere intesi come dieci diverse "divinità", ma come "dieci modi diversi di rivelare Dio", uno per ogni livello. Non è Dio che cambia, ma la capacità di percepirLo.
Mentre Dio può sembrare che esibisca una duplice natura (maschile-femminile, compassionevole-giudicante, creatore-creazione), tutti i seguaci della Cabala hanno sempre sottolineato l'unità ultima di Dio. Ad esempio, in tutte le discussioni di "maschile e femminile", la natura nascosta di Dio esiste sopra il tutto, senza limiti, essendo chiamato l'Infinito o il "Senza Fine" (Ein Sof) – né l'uno né l'altro, trascendente qualsiasi definizione. La capacità di Dio di occultarsi alla percezione si chiama "restrizione" (Tzimtzum). Il nascondimento rende la creazione possibile perché Dio può diventare "rivelato" in una varietà di modi limitati, che poi costituiscono gli elementi fondamentali della creazione.
I testi cabalistici, incluso lo Zohar, sembrano affermare il dualismo, poiché attribuiscono tutto il male alla separazione dalla santità, situazione nota come Sitra Achra ("l'Altro Lato") che è l'opposto di Sitra D'Kedushah, o Lato della Santità. Il "lato sinistro" dell'emanazione divina è un'immagine riflessa negativa del "lato della santità" con cui è in perenne conflitto. Sebbene questo aspetto del male esista all'interno della struttura divina delle Sefirot, lo Zohar indica che il Sitra Ahra non ha alcun potere su Ein Sof, ed esiste soltanto come un aspetto necessario della creazione di Dio per concedere all'uomo il libero arbitrio, e tale male è la conseguenza di questa scelta. Non è una forza soprannaturale che si oppone a Dio, ma un riflesso della lotta morale interiore agli esseri umani tra i dettami della morale e la resa ai propri istinti basilari.
Rabbi David Gottlieb nota che molti cabalisti sostengono che i concetti, ad esempio, di una Corte Celeste o del Sitra Ahra vengono dati all'umanità da Dio solo come un modello pratico per capire le Sue vie all'interno dei nostri limiti epistemologici. Rifiutano l'idea che esistano in realtà un satana o degli angeli. Altri ritengono che le entità spirituali non divine siano effettivamente create da Dio come un mezzo per compiere la Sua volontà.
Secondo i cabalisti, gli esseri umani non possono ancora capire l'infinità di Dio. Piuttosto, conosciamo quel Dio rivelato all'uomo (corrispondente a Zeir Anpin, Volto Minore), e il resto dell'infinità di Dio rimane nascosta all'esperienza umana (corrispondente a Arich Anpin). Una lettura di questo teologia è monoteista, simile al panenteismo; un'altra lettura della stessa teologia è che sia dualistica. Gershom Scholem scrive:
(Major Trends in Jewish Mysticism, cit., pp.11–12)

### Distinzione tra ebrei e non ebrei

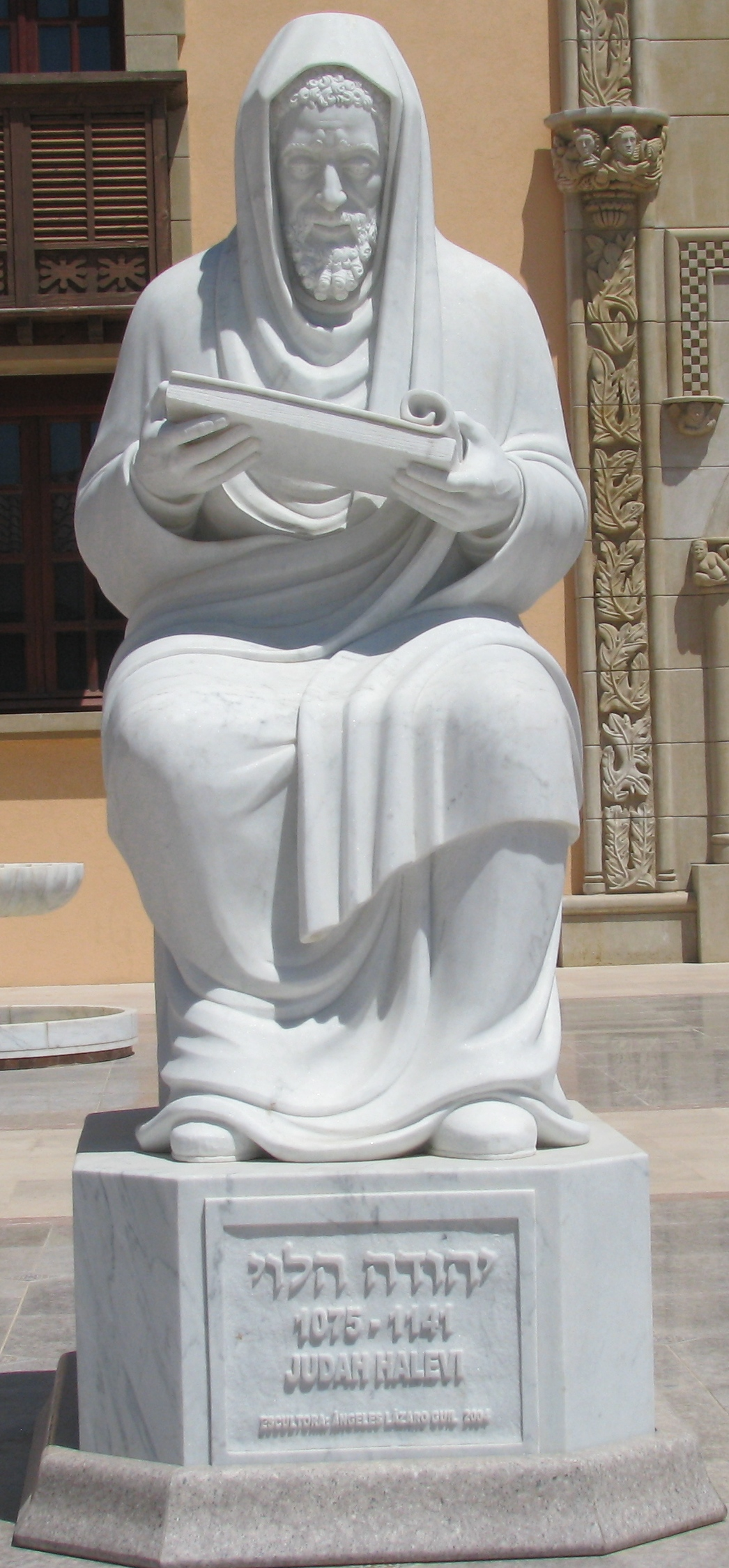
Yehuda Halevi, autore di Kuzari

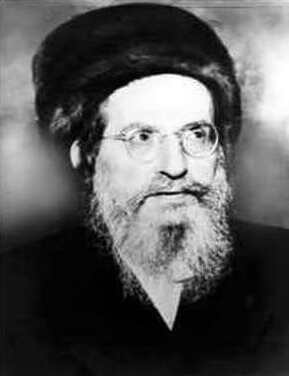
Il cabalista Yehuda Ashlag

Un certo numero di fonti cabalistiche medievali contiene dichiarazioni secondo le quali l'anima ebraica è ontologicamente diversa dall'anima dei gentili (i non ebrei); ad esempio, è ritenuto da alcuni che gli ebrei abbiano tre livelli di anima, nefesh, ruach e neshamah, mentre i non ebrei hanno solo nefesh (si veda anche supra "Livelli dell'anima"). Lo Zohar commenta il versetto biblico che afferma: "Le acque brulichino di creature con anima viva" come segue: "Il versetto 'creature che hanno un'anima viva' si riferisce agli ebrei, perché sono i figli di Dio, e da Dio provengono le loro anime sante... E le anime delle altre nazioni, da dove vengono? Rabbi Elazar dice che hanno anime impure del lato sinistro e quindi sono tutte impure, contaminando chiunque ci si avvicini." (Commentario dello Zohar a Genesi).
Tale ostilità incorniciata teologicamente potrebbe essere stata una risposta ad alcune demonizzazioni medievali contro gli ebrei, che si erano sviluppate in parti della società e del pensiero occidentale cristiani, iniziando con gli scritti patristici. Secondo Isaac Luria (1534-1572) e altri commentatori dello Zohar, i gentili giusti non hanno questo aspetto demoniaco e sono per molti versi simili alle anime ebraiche. Un certo numero di eminenti cabbalisti, tra cui il rabbino Pinchas Eliyahu di Vilna, autore di Sefer ha-Brit, ha dichiarato che solo alcuni elementi marginali dell'umanità rappresentano queste forze demoniache. D'altra parte, le anime degli eretici ebrei hanno molta più energia satanica rispetto ai peggiori idolatri; questo punto di vista è popolare in alcuni circoli chassidici, soprattutto tra gli chassidim Satmar.
Alcune opere cabalistiche successive si fondano su queste idee e le elaborano. Un punto di vista è rappresentato dall'opera chassidica Tanya (1797), che sostiene che gli ebrei hanno un carattere d'anima diverso: mentre un non ebreo, secondo l'autore Rabbi Shneur Zalman di Liadi (n. 1745), è in grado di raggiungere un elevato livello di spiritualità, simile ad un angelo, la sua anima è ancora fondamentalmente diversa in carattere, ma non in valore, da quella ebraica. Un'opinioni simile la si ritrova nel libro filosofico medievale Kuzari di Yehuda Halevi (1075-1141).
D'altra parte, molti cabalisti importanti respinsero questa idea e credettero nell'uguaglianza essenziale di tutte le anime umane. Menahem Azariah da Fano (1548-1620), nel suo libro Reincarnazioni di anime, fornisce molti esempi di figure bibliche non ebree che si rincarnano in ebrei e viceversa; il contemporaneo rabbino e mistico Chabad Dov Ber Pinson insegna che le distinzioni tra ebrei e non ebrei in opere come il Tanya non sono da intendersi come se si riferissero letteralmente alle proprietà esterne di una persona (in quale comunità religiosa siano nati), ma piuttosto come un riferimento alle proprietà di anime in quanto possono rincarnarsi in qualsiasi comunità religiosa.
Un altro eminente rabbino Chabad, Abraham Yehudah Khein (n. 1878), ritiene che quei gentili spiritualmente elevati abbiano un'anima essenzialmente ebraica, "che manca solo della conversione formale all'Ebraismo", e che gli ebrei non spirituali sono "ebrei semplicemente secondo i loro certificati di nascita". Il grande cabalista del XX secolo, Yehuda Ashlag, reputava i termini "ebrei" e "gentili" come diversi livelli di percezione, a disposizione di ogni anima umana.
David Halperin asserisce che il crollo dell'influenza della Cabala tra gli ebrei dell'Europa occidentale nel corso del XVII e XVIII secolo fu il risultato della dissonanza cognitiva che alcuni esponenti della Cabala provarono a causa della percezione negativa dei gentili, e le proprie relazioni positive con non ebrei, che erano in rapida espansione e miglioravano in questo periodo grazie all'influenza dell'Illuminismo.
Tuttavia, un certo numero di rinomati cabalisti sostenevano l'esatto contrario. A loro avviso, la Cabala trascende i confini dell'Ebraismo e può servire come base di teosofia interreligiosa e religione universale. Rabbi Pinchas Elijah Hurwitz, un importante cabalista lituano-galiziano del XVIII secolo e sostenitore moderato della Haskalah, esortò per un amore fraterno e solidarietà tra tutte le nazioni, credendo che la Cabala potesse dotare tutti, ebrei e gentili, di capacità profetiche.
Le opere di Abraham Cohen de Herrera (1570–1635) sono colme di riferimenti di filosofi mistici gentili. Tale approccio era particolarmente comune tra gli ebrei italiani del Rinascimento e post rinascimento. Cabalisti italiani medievali e rinascimentali, come Yohanan Alemanno, David Messer Leon e Abraham Yagel, aderirono agli ideali umanistici e incorporarono gli insegnamenti di vari mistici cristiani e pagani.
Un rappresentante principale di questa corrente umanista nella Cabala fu Rabbi Elia Benamozegh, che esplicitamente lodò il Cristianesimo, l'Islam, lo Zoroastrismo, l'Induismo, così come tutta una serie di antichi sistemi mistici pagani. Credeva infatti che la Cabala potesse riconciliare le differenze tra le religioni del mondo, che rappresentano diverse sfaccettature e fasi della spiritualità umana universale. Nei suoi scritti, Benamozegh interpreta Nuovo Testamento, ḥadīth, Veda, Avestā e misteri pagani secondo la teosofia cabalistica.
Per una prospettiva differente, si veda Elliot Wolfson. Fornisce numerosi esempi tratti dal XVII e XX secolo, che contestano la succitata visione di Halperin, così come l'idea che "l'Ebraismo moderno" abbia rifiutato o respinto questo "aspetto non più attuale" della religione e, sostiene, ci sono cabalisti ancora oggi che nutrono questo punto di vista. Wolfson afferma che, mentre è esatto dire che molti ebrei trovino e/o potrebbero trovare questa distinzione offensiva, è inesatto dire che l'idea è stata totalmente respinta in tutti gli ambienti. Come ha sostenuto Wolfson, si tratta di una richiesta etica da parte degli studiosi che si continui ad essere vigili riguardo a questa materia e in questo modo la tradizione può essere raffinata dall'interno.
Tuttavia, come spiegato in precedenza, molti cabalisti di fama hanno respinto l'interpretazione letterale di questi punti di vista apparentemente discriminatori. Hanno affermato che il termine "ebreo" debba essere interpretato metaforicamente, come riferito allo sviluppo spirituale dell'anima, piuttosto che la denominazione superficiale dell'individuo, e hanno aggiunto una catena di stati intermedi tra "ebrei" e adoratori di idoli, o spiritualizzato la definizione stessa di "ebrei" e "non ebrei", asserendo che un'anima si possa rincarnare in diverse comunità (che siano ebree o non) quanto all'interno di una sola.

### Opinioni medievali

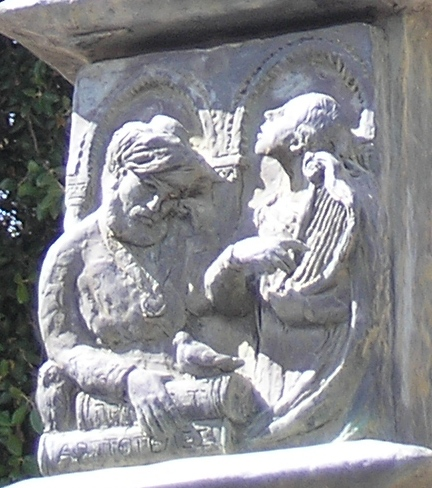
Epoca d'oro della cultura ebraica in Spagna nella Menorah del Knesset: Maimonide con le opere di Aristotele

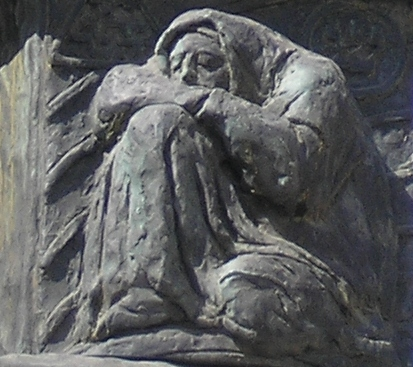
Il Misticismo della Cabala rappresentato nella Menorah del Knesset, ad indicare similarità con la teoria dei neoplatonici ebrei

L'idea che ci siano dieci Sefirot divine si sarebbe potuta evolvere nel corso del tempo nell'idea che "Dio è Uno, ma in quell'Uno ci sono Dieci", che apre un difficile dibattito su quale debbano essere le "credenze corrette" in Dio secondo l'Ebraismo.
Rabbi Saadia Gaon insegna nel suo libro Emunoth ve-Deoth|Emunot v'Deot (933) che quegli ebrei che credono nella reincarnazione hanno adottato una credenza non ebraica.
Maimonide (XII secolo) rifiuta molti dei testi degli Heikhalot, particolarmente lo Shi'ur Qomah la cui visione crudamente antropomorfica di Dio considera eretica.
Nachmanide (XIII secolo) fornisce la base di molte idee cabalistiche. Le sue opere sulla Torah offrono approfondimenti di vari concetti. Un intero libro, intitolato Gevuras Aryeh e scritto da Rabbi Yaakov Yehuda Aryeh Leib Frenkel (m. 1940) e pubblicato inizialmente nel 1915, spiega specificamente ed elabora i concetti esaminati da Nachmanide nel suo commentario ai cinque libri di Mosè.
Rabbi Abraham ben Maimon (figlio di Maimonide), seguendo lo spirito interpretativo di suo padre, di Rabbi Saadia Gaon e di altri predecessori, spiega a lungo nel suo libro Milhhamot HaShem che l'Altissimo non è in alcun modo letteralmente nei limiti di tempo o di spazio, né fisicamente al di fuori del tempo o dello spazio, dal momento che il tempo e lo spazio semplicemente non si applicano assolutamente al Suo Essere. Ciò è in contrasto con certe concezioni popolari della Cabala moderna che insegnano una forma di panenteismo, che la Sua 'essenza' è dentro tutto.
Verso il 1230, Rabbi Meir ben Simon di Narbona scrisse un'epistola (inclusa nel suo Milhhemet Mitzvah) contro i suoi contemporanei, i primi cabalisti, caratterizzandoli come bestemmiatori, vicini all'eresia. In particolare, indicava il Sefer Bahir, respingendo l a rispettiva attribuzione al Tanna Nehunya ben HaKanah e descrivendo alcuni dei suoi contenuti come veramente eretici.
Isaac ben Sheshet (detto il Rivash) (1326–1408) era scettico di alcune interpretazioni della Cabala popolari al suo tempo, ma in generale accettava la Cabala come sapienza ebraica tramandata e tentò di difenderla dai contestatori. A tal fine cita e respinge un certo filosofo che sosteneva che la Cabala fosse "peggio del Cristianesimo" poiché divideva Dio per 10, e non solo per 3. La maggior parte dei seguaci della Cabala non seguirono mai questa interpretazione, sulla base del fatto che il concetto della Trinità cristiana presuppone che ci siano tre persone esistenti all'interno della divinità unica, una delle quali è diventato un essere umano. Al contrario, la comprensione convenzionale delle Sefirot cabalistiche sostiene che non hanno nessuna mente o intelligenza; inoltre non vengono invocate nella preghiera e non possono diventare un essere umano. Sono canali per l'interazione, non persone o esseri. Tuttavia, molti importanti poskim, come Maimonidie nella sua importante opera Mishneh Torah, vieta qualsiasi uso di mediatori tra se stessi e il Creatore ritenendola una forma di idolatria.
Rabbi Leone Modena (1571–1648), un critico veneziano della Cabala, scrisse che, se proprio si doveva accettare la Cabala, allora anche la Trinità cristiana era in verità compatibile con l'Ebraismo, dato che la Trinità assomiglia molto alla dottrina cabalistica della Sefirot. Tale critica era una reazione alla conoscenza che alcuni ebrei europei del tempo invocavano le Sefirot individuali in certe loro preghiere, sebbene la pratica fosse apparentemente rara. Gli apologeti spiegano che tali ebrei potevano star pregando per e non necessariamente agli aspetti della Divinità rappresentata dalle Sefirot.
Yaakov Emden (1697–1776), scrisse il libro Mitpahhath Sfarim (Velo dei Libri), una critica dettagliata dello Zohar nel quale conclude che certe parti dello Zohar contengono insegnamenti eretici e quindi non potevano essere stati scritti da Shimon bar Yochai.

### Ebraismo ortodosso

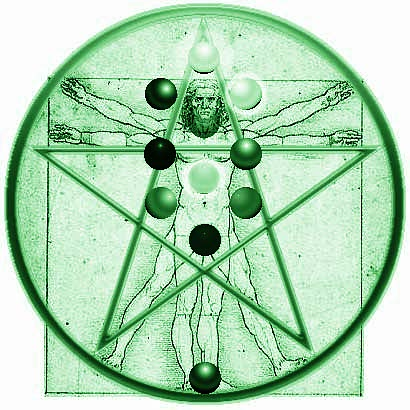
Rappresentazione delle Sefirot nel corpo umano

Yihhyah Qafahh, un preminente ebreo yemenita del primo XX secolo, ha scritto un libro intitolato Milhamoth haShem (Guerre del Nome) contro quelli che percepiva come falsi insegnamenti dello Zohar e della falsa Cabala di Isaac Luria. Gli si attribuisce la fondazione del movimento "Dor Daim" che vuole salvaguardare l'antica tradizione ebraica yemenita e mantenere un approccio razionale dell'Ebraismo alle fonti classiche del rabbinismo.
Yeshayahu Leibowitz (1903–1994), sebbene ortodosso moderno nella sua visione del mondo, ha condiviso pubblicamente le opinioni espresse dal libro di Rabbi Yihhyah Qafahh Milhhamoth haShem e ne ha esaminato i punti principali in numerosi suoi scritti.
Esiste un forte dibattito tra gli Haredi moderni sugli insegnamenti cabalistici di Isaac Luria, l'Arizal. Mentre una parte dei rabbini ortodossi moderni, Dor Daim e molti studenti del Rambam, rifiutano completamente gli insegnamenti cabalistici dell'Arizal, così come negano che lo Zohar sia autorevole, o proveniente da Shimon bar Yochai, tutti e tre questi gruppi accettano completamente l'esistenza e la validità del misticismo Ma‘aseh Merkavah e Ma‘aseh B‘resheet misticismo. Il loro unico disaccordo ruota intorno al dubbio se gli insegnamenti cabalistici promulgati oggigiorno siano accurate rappresentazioni di quegli insegnamenti esoterici a cui si riferisce il Talmud. All'interno della comunità ebraica Haredi si possono trovare sia quei rabbini che simpatizzano con questo punto di vista, anche se non sono necessariamente d'accordo con i particolari specifici, sia rabbini che considerano tale visione un'assoluta eresia.

### Ebraismo conservatore, riformato e ricostruzionista

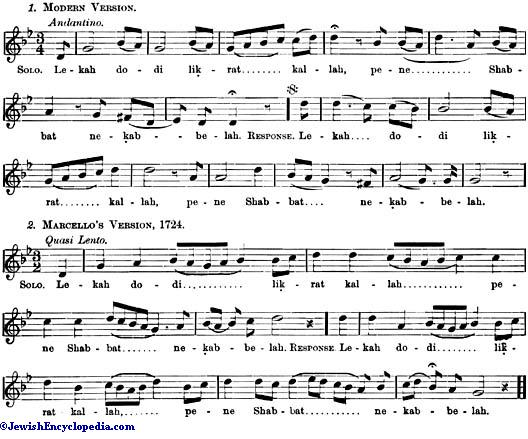
Versione della canzone Lekhah Dodi per l'arrivo dello Shabbat, tradizione ebraica proveniente dalla Cabala

La Cabala in generale veniva respinta dalla maggior parte degli ebrei conservatori e dalle correnti riformate, anche se le sue influenze non sono state completamente eliminate. Sebbene non fosse di solito studiata come disciplina, il servizio cabalistico Kabbalat Shabbat è rimasto parte della liturgia liberale, come è successo per la preghiera Yedid Nefesh. Tuttavia, nel 1960 Rabbi Saul Lieberman del Jewish Theological Seminary d'America ha introdotto una lezione di Scholem sulla Cabala, con una dichiarazione che la Cabala per se stessa è un "controsenso", ma lo studio accademico della Cabala è invece un'"attività seria di apprendimento". Tale punto di vista è diventato popolare tra molti ebrei, che ora reputano la materia come degna di studio, ma che non accettano la Cabala come insegnamento le verità letterali.
Il rabbino Bradley Shavit Artson (decano della Scuola conservatrice Ziegler School of Rabbinic Studies presso la American Jewish University) afferma:
Tuttavia, nel tardo XX e all'inizio del XXI secolo c'è stato un rinnovato interesse nella Cabala in tutti i rami dell'Ebraismo liberale. La preghiera cabalistica del XII secolo An‘im Zemirot è stata ripristinata nel nuovo Siddur (libro di preghiere) conservatore Sim Shalom, come anche il passo B`rikh Shmeh dallo Zohar e il servizio mistico Ushpizin che dà il benvenuto agli spiriti degli antenati durante Sukkah. Anim Zemirot  e la poesia mistica del XVI secolo Lekhah Dodi sono riapparse nel Siddur riformato Gates of Prayer (Porte della Preghiera) nel 1975. Tutti i seminari rabbinici ora insegnano diversi corsi di Cabala - nell'Ebraismo conservatore, sia lo Jewish Theological Seminary e la Ziegler School of Rabbinical Studies dell'Università di Ebraismo a Los Angeles hanno istruttori a tempo pieno di Cabala e Chassidut. Nel movimento di riforma, Sharon Koren insegna cabalistica allo Hebrew Union College. I rabbini riformati, come Herbert Weiner e Lawrence Kushner hanno dimostrato un rinnovato interesse per la Cabala e il Collegio Rabbinico Ricostruzionista, l'unico seminario accreditato con materie cabalistiche nel programma di studi, ha l'insegnante Joel Hecker a tempo pieno in corsi di istruzione su Cabala e Chassidut.
Secondo Artson: 
Il movimento ricostruzionista, sotto la guida di Arthur Green negli anni 1980 e 1990, e con l'influenza di Zalman Schachter Shalomi, ha portato ad una forte apertura verso la Cabala e gli elementi chassidici, che poi hanno giocato un ruolo di primo piano nel serie siddur Kol ha-Neshamah.

## Studi correnti
L'insegnamento dei testi classici esoterici e pratici della Cabala è rimasto tradizionale fino a tempi recenti, tramandato nell'Ebraismo da maestro a discepolo, o approfondito da importanti studiosi rabbinici. La situazione è però cambiata nel XX secolo, attraverso una riforma cosciente e un'apertura secolare della conoscenza. In epoca contemporanea la Cabala è studiata in quattro modi molto diversi, anche se talvolta sovrapposti:
- Il metodo tradizionale, impiegato tra gli ebrei dal XVI secolo, continua in eruditi circoli di studio. Il suo presupposto è che uno sia nato ebreo o si sia convertito, e abbia aderito ad un gruppo di cabalisti sotto la tutela di un rabbino, dal XVIII secolo più probabilmente un gruppo chassidico, sebbene ne esistano altri tra gli studiosi sefarditi-mizrahì e lituani. Oltre all'elitistica Cabala esoterica storica, i testi di pensiero chassidico studiati pubblicamente in comunità spiegano i concetti cabalistici con un'ampia applicazione spirituale, attraverso una propria preoccupazione per la percezione psicologica popolare del Panenteismo Divino. Negli ultimi tempi, molte organizzazioni ortodosse per ebrei laici insegnano i testi cabalistici e chassidici.[161]
- Una seconda, nuova forma universalista, è il metodo di scrittori ebrei e organizzazioni ebraiche di stile moderno, che cercano di divulgare la Cabala a tutti, uomini, donne e bambini, senza distinzioni di razza o di classe, a maggior ragione grazie all'interesse per il misticismo occidentale dagli anni 1960 in poi. Forme di questo genere derivano da vari interessi interconfessionali nella Cabala, e vanno dalla teologia specialistica a forme popolari diffuse che spesso adottano terminologia e credenze New Age per una più ampia comunicazione. Questi gruppi enfatizzano o interpretano la Cabala mediante aspetti non particolaristici universalistici.
- Un terzo modo è quello delle organizzazioni non ebraiche, le scuole misteriche, i gruppi di iniziazione, le confraternite e società segrete, tra cui le più popolari sono la Massoneria, i Rosacroce e la Golden Dawn, sebbene centinaia di società simili sostengano una provenienza cabalistica. Derivano tutte da combinazioni sincretiche della Cabala ebraica con la cristiana, occultista o la spiritualità contemporanea New Age. Come tradizione spirituale separata nell'ambito dell'esoterismo occidentale a partire dal Rinascimento, con scopi diversi da quelli della sua origine ebraica, tali correnti differiscono notevolmente e non danno una rappresentazione accurata dell'interpretazione spirituale ebraica.[162]
- In quarto luogo, dalla metà del XX secolo, l‘indagine storico-critica di tutte le epoche della mistica ebraica si è sviluppata in dipartimenti accademici di studi ebraici presso molteplici università. Mentre i primi storici accademici dell'Ebraismo nel XIX secolo opposero ed emarginarono la Cabala, Gershom Scholem e i suoi successori hanno riposizionato la storiografia della mistica ebraica come una componente centrale vitale del rinnovo giudaico attraverso la storia. Revisioni e studi accademici interdisciplinari delle teorie di Scholem e di altri specialisti sono pubblicati regolarmente per il vasto pubblico di lettori.

### Organizzazioni ebraiche universaliste
Le due organizzazioni indipendenti che traducono gli insegnamenti di Rabbi Yehuda Ashlag in un messaggio universalista moderno, hanno dato alla Cabala un profilo interreligioso pubblico:
- Bnei Baruch è un gruppo di studenti cabalistici basato in Israele. I materiali di studio sono disponibili in oltre 25 lingue gratuitamente online oppure al costo di stampa. Michael Laitman ha fondato il Bnei Baruch nel 1991, a seguito della scomparsa del suo maestro, il figlio di Rabbi Ashlag, Rav Baruch Ashlag. Laitman ha chiamato il suo gruppo Bnei Baruch (figli di Baruch) per commemorare la memoria del suo mentore. L'insegnamento suggerisce fortemente di limitare i propri studi a "fonti autentiche", coi cabalisti di discendenza diretta da maestro a discepolo.[163][164]
- Kabbalah Centre è stato fondato negli Stati Uniti nel 1965 quale "National Research Institute of Kabbalah" da Philip Berg e Rav Yehuda Tzvi Brandwein, discepolo di Rabbi Yehuda Ashlag. In seguito Philip Berg e sua moglie ristabilirono l'organizzazione come istituto internazionale col nuovo nome di Kabbalah Centre.[165] In tempi recenti questa organizzazione ha proposto i suoi insegnamenti in stile New Age, attraendo celebrità di altre confessioni e l'attenzione dei mass media, sebbene il Centro sia guidato da insegnanti ortodossi.[166]

Altre rinomate organizzazioni ebraiche universaliste sono:
- Kabbalah Society, diretta da Warren Kenton, è un'organizzazione basata sulla Cabala medievale pre-lurianica presentata in stile universalista sincretico New Age. In contrasto, i cabalisti tradizionali interpretano la prima Cabala secondo quella lurianica successiva e le strutturazioni sistemizzate della Safed del XVI secolo.
- New Kabbalah, sito e libri di Sanford L. Drob, offrono un'indagine intellettuale erudita del simbolismo lurianico con una prospettiva filosofica moderna e postmoderna. Ricerca una "nuova cabala" radicata nella tradizione storica attraverso lo studio accademico, ma universalizzata attraverso il dialogo con la filosofia moderna e la psicologia. Tale approccio cerca di arricchire le discipline secolari, scoprendo allo stesso tempo intuizioni di pensiero già implicite nel mito essenziale della Cabala:[167]

### Neochassidismo
A partire dal XX secolo, il Neochassidismo ha espresso un interesse non ortodosso per il misticismo ebraico, diventando organizzato tra conservatori, riformati e ricostruzionisti dal 1960, tramite i movimenti del Rinnovamento giudaico e del Chavurah. Gli scritti e gli insegnamenti di Zalman Schachter-Shalomi, Arthur Green, Lawrence Kushner, Herbert Weiner e altri, hanno promosso studio e spiritualità cabalistica e chassidica tra gli ebrei modernisti.

### Chassidismo
Dal XVIII secolo, lo sviluppo mistico ebraico ha continuato nello Chassidismo, trasformando la Cabala in una rinascita sociale, con testi che internalizzano il pensiero mistico. Tra le diverse scuole, Chabad Lubavitch e Breslov con le organizzazioni collegate, poffrono risorse spirituali e testuali di apprendimento per gli ebrei laici. Il chassidismo intellettuale di Chabad enfatizza maggiormente la diffusione e la comprensione della Cabala tramite la sua spiegazione nel pensiero chassidico, articolando il significato divino all'interno della Cabala con analogie razionali umane e unendo lo spirituale e il materiale, l'esoterico e l'exoterico nella loro origine divina:
(Hayom Yom, p. 110)

### Rav Kook
Gli scritti di Rav Abraham Isaac Kook (1864-1935), primo rabbino capo della Palestina del Mandato e visionario, incorporano temi cabalistici mediante un suo proprio linguaggio poetico e la preoccupazione per l'unità umana e divina. La sua influenza si riscontra tra le comunità del Sionismo Religioso, che seguono il suo ammonimento che gli aspetti normativi e narrativi dell'Ebraismo debbano fondersi:
(Rabbi Avraham Yitzchak HaCohen Kook, Orot 2)